# Pécsi Országos Színházi Találkozó
A Pécsi Országos Színházi Találkozót (közismert rövidített nevén: POSZT) a „Magyar Színházi Társaság” Pécs városában szervezte 2001 és 2019 között. 2012 februárjában a rendezvény tulajdonosi szerkezete megváltozott, innentől a kétharmados többségű Pécs városa melletti egyharmad részen egyenlő arányban osztozott a Magyar Színházi Társaság és a Magyar Teátrumi Társaság. 2019 júniusában a Magyar Színházi Társaság kilépett a tulajdonosi körből, mert felügyeleti jogát kisebbségben nem tudta érvényesíteni.
2001-et megelőzően az Országos Színházi Találkozó helyszínét folyamatosan váltogatták, ekkor azonban a helyszínt szakmai és politikai okokból rögzítették. A magyar színházi szakma legfontosabb eseménye volt, valódi fesztiváli hangulattal. A rendezvénysorozat 2020-ban elmaradt a pandémia miatt, 2021-ben pedig megszűnt.

## A fesztiválról
A fesztivál igazgatója 2001–2010 között Jordán Tamás és Simon István, 2011–2012-ben Márta István, 2013-tól pedig Kőhalmi Andrea és Stenczer Béla.
Három csoportba sorolták a programokat: versenyprogramok, off-programok és folyamatos rendezvények. Külön díjat adott át a legjobb női és férfi alakításért a MASZK Országos Színészegyesület színészzsűri. Díjat adott át ezen kívül a közönségzsűri és a Baranya megyei önkormányzat is.
A 2012-es fesztivál zsűritagjai Takács Katalin színművész, Kerényi Imre rendező, Lőkös Ildikó dramaturg, Szlávik István díszlettervező, Koltai Tamás kritikus, Szakonyi Károly drámaíró és Rimas Tuminas rendező (a moszkvai Vahtangov Színház művészeti igazgatója) voltak, míg a színész zsűriben Margitai Ági, Pásztor Erzsi és Gáspár Sándor vettek részt. A közönségzsűribe (sorsolás útján) Bruder Erzsébet dokumentum-digitalizáló, dr. Szolcsányi Jánosné pedagógus, nyugdíjas igazgató és Nyíriné Kőhalmi Klára ügykezelő került. A fesztivál díszvendége Cserhalmi György volt.

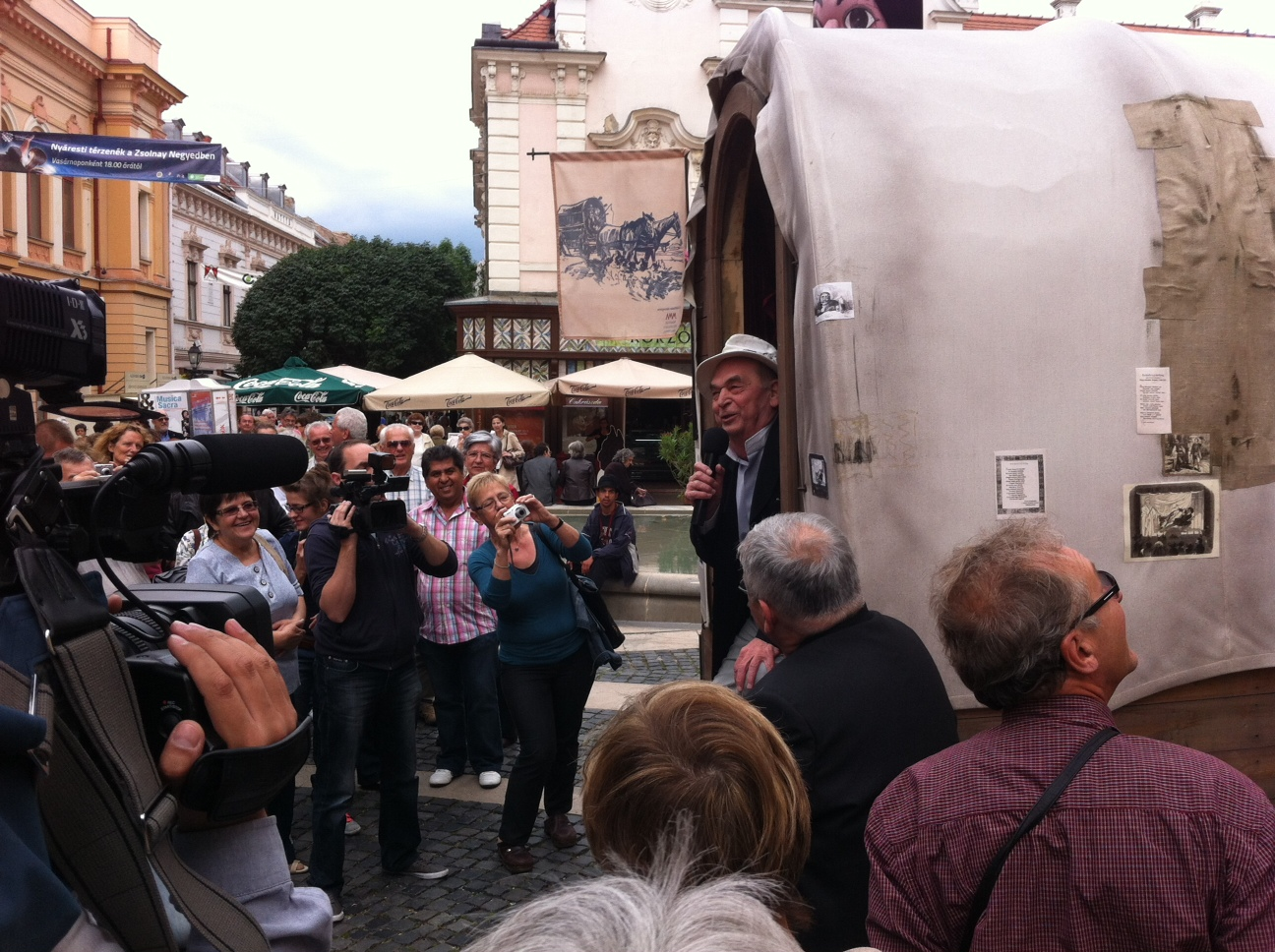
Bodrogi Gyula megnyitó beszéde 2013-ban.

A 2013-as fesztivál zsűritagjai Gyöngyössy Katalin színésznő, Nagy Viktor rendező, Dobák Lívia dramaturg, Füzér Anni tervező, Jászay Tamás kritikus, Zalán Tibor drámaíró, valamint Pawel Szkotak színész-rendező (a Poznańi Polski Teatr igazgatója) voltak; a színész zsűri tagjai Egri Márta, Haumann Péter és Tóth Auguszta lettek. A szakmai zsűri mellett ez évben is kisorsoltak egy háromtagú közönségzsűrit is. A fesztivál díszvendége Bodrogi Gyula volt.
A 2014-es fesztivál zsűritagjai Ráckevei Anna színművész, Szűcs Gábor rendező, Perczel Enikő dramaturg, Rátkai Erzsébet tervező, Karsai György kritikus, Németh Ákos drámaíró és Jean-Pierre Thibaudat, a Libération volt kritikusa, a kelet-európai színházak Passages Fesztiváljának művészeti igazgatója lettek. A színész zsűri tagjai ezúttal Barnák László, Benedek Miklós és Vasvári Csaba voltak, és ez évben is részt vett az értékelésben egy háromtagú közönségzsűri is. A fesztivál díszvendége Huszti Péter volt.

## Jelölés menete

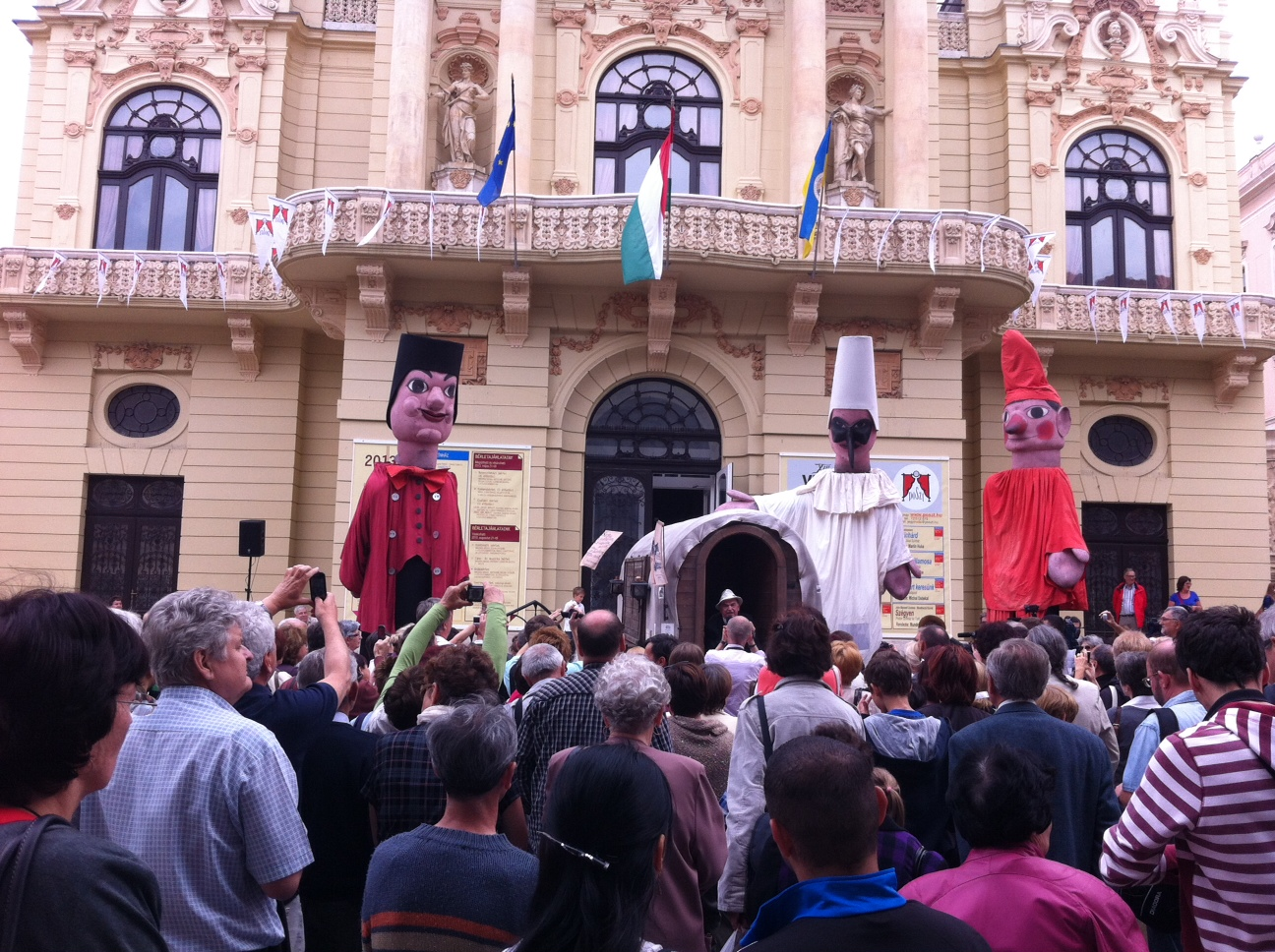
A 2013-as POSZT hivatalos megnyitója

- A „profi”, tehát költségvetési intézmények 1–1 előadást jelöltek (1 nagyszínházi, 1 stúdió).
- Az „alternatív” – vagyis költségvetésen kívüli, de állandó játszóhellyel rendelkező színházak (Szkéné, RS9. stb.) 1–1 előadást javasolhattak.
- Az „egyéb”, vagyis alkalmi társulások által létrehozott produkciók is jelölhettek egy előadást, de ehhez legalább két, szakmailag elismert művész ajánlását kellett írásban mellékelni.[10]

2011-ben – a módosult Előadó-művészeti törvény miatt – megváltoztak a kategóriák:
- A nemzeti és kiemelt intézmények – vagyis a törvény szerinti I., II. IV. kategóriába tartozó színházak – két előadást jelölhettek (az adottságtól függően 1 vagy 2 nagyszínházi, és 1 vagy 2 stúdió vagy kamara előadást).
- A regisztrált színházak – azaz az V. és VI. kategóriába tartozó színházak – 1 előadást javasolhattak.
- A független, de nem regisztrált társulások által létrehozott produkciók is jelentkezhettek, de ehhez két elismert színházi szakember ajánlása volt szükséges.
- A Magyar Színházi Társaság nem színházi szervezetei (dramaturgok, rendezők, tervezők stb.) is jelölhettek előadást.[11][12]

A válogatók csak az ajánlott produkciókat voltak kötelesek megnézni – de emellett tetszésük szerint bármilyen előadást megtekinthettek és meghívhattak – illetve elvárás volt, hogy csak olyan bemutatókat javasoljanak, amelyek a Pécsi Nemzeti Színház valamelyik játszó-helyén elférnek.

## Versenyprogram
| Színház                                                                                 | Előadás                      | Rendező          | Szereplők |
| --------------------------------------------------------------------------------------- | ---------------------------- | ---------------- | --- |
| Megjegyzés: A 2020-as POSZT a koronavírus járvány miatt végül nem került megrendezésre. |                              |                  | |
| Marosvásárhelyi Nemzeti Színház és Tompa Miklós Társulata                               | A nép ellensége              | Keresztes Attila | Sebestyén Aba, Moldován Orsolya, Bíró Sára, Robert Szilárd, Tollas Gábor, Kilyén László, Galló Ernő, Bartha László Zsolt, Ördög Miklós Levente, Henn János |
| Pesti Színház                                                                           | A nyugat császára            | Rudolf Péter     | Waskovics Andrea, Hegedűs D. Géza, Kőszegi Ákos, ifj. Vidnyánszky Attila, Gyöngyösi Zoltán, Majsai-Nyilas Tünde, Karácsonyi Zoltán, Gados Béla, Tar Renáta, Antóci Dorottya, Márkus Luca                                                                                     |
| Tamási Áron Színház                                                                     | A társadalom támaszai        | Botos Bálint     | Mátray László, Benedek Ágnes, Szőcs-Torma Márton, Gajzágó Zsuzsa, Fekete Lovas Zsolt, Szalma Hajnalka, Szakács László, Vass Zsuzsanna, Derzsi Dezső, Nagy Alfréd, Nemes Levente, Kolcsár József, D. Albu Annamária, P. Magyarosi Imola                                       |
| Miskolci Nemzeti Színház                                                                | Vadkacsa                     | Rusznyák Gábor   | Farkas Sándor, Fandl Ferenc, Gáspár Tibor, Harsányi Attila, Kerekes Valéria, Mészöly Anna, Nádasy Erika, Salat Lehel, Szirbik Bernadett, Szegedi Dezső, Péva Ibolya |
| Vörösmarty Színház                                                                      | A Vágy nevű villamos         | Bagó Bertalan    | Tóth Ildikó, Kádas József, Varga Lili, Kricsár Kamill, Kiss Diána Magdolna, Sághy Tamás, Tűzkő Sándor, Kerkay Rita, Raul Gabriel Ionescu, Juhász Illés |
| Katona József Színház                                                                   | Bánk bán                     | Tarnóczi Jakab   | Elek Ferenc, Szirtes Ági, Dér Zsolt, Bányai Kelemen Barna, Pálos Hanna, Takátsy Péter, Rajkai Zoltán, Dankó István, Rujder Vivien, Kovács Lehel, Bezerédi Zoltán |
| Forte Társulat                                                                          | El valahová                  | Horváth Csaba    | Fehér László, Földeáki Nóra, Hojsza Henrietta, Horkay Barnabás, Kádas József, Krisztik Csaba, Nagy Norbert, Pallag Márton, Widder Kristóf |
| Miskolci Nemzeti Színház                                                                | Feketeszárú cseresznye       | Szőcs Artur      | Bodoky Márk, Lajos András, Czvikker Lilla, Szirbik Bernadett, Horváth Alexandra, Fandl Ferenc, Simon Zoltán, Somhegyi György, Koller Krisztián, Kokics Péter, Feczesin Kristóf, Keresztes Sándor, Kincses Károly, Szegedi Dezső, Kerekes Valéria, Molnár Anna, Márton András |
| Örkény István Színház                                                                   | Kertész utcai Shaxpeare-mosó | Bodó Viktor      | Máthé Zsolt, Jéger Zsombor, Dóra Béla, Nagy Zsolt, Polgár Csaba, Hámori Gabriella, Csuja Imre, Gálffi László, Felhőfi-Kiss László, Takács Nóra Diána, Vajda Milán, Ficza István, Novkov Máté, Csákányi Eszter, Mácsai Pál, Kákonyi Árpád, Kókai Tünde, Patkós Márton         |
| Nemzeti Színház                                                                         | Macskajáték                  | Szász János      | Udvaros Dorottya, Bánsági Ildikó, Nagy Mari, Blaskó Péter, Tóth Auguszta, Katona Kinga, Mátyássy Bence, Szeri Martin |
| Radnóti Színház                                                                         | MOLIÉRE – The Passion        | Hegymegi Máté    | Pál András, Porogi Ádám, Sodró Eliza, Tóth Zsófia, Kováts Adél, Rusznák András, Vilmányi Benett, Lengyel Benjámin, Schneider Zoltán, Gazsó György |
| Rózsavölgyi Szalon                                                                      | Semmit se bánok              | Sztarenki Pál    | Schneider Zoltán, Elek Ferenc, Sztarenki Dóra |
| Jászai Mari Színház                                                                     | Szutyok                      | Guelmino Sándor  | Bakonyi Csilla, Crespo Rodrigo, Szakács Hajnalka, Danis Lídia, Baksa Imre, Széles Tamás, Honti György, Egri Márta, Kardos Róbert |
| Frenák Pál Társulat                                                                     | The Cage                     | Frenák Pál       | Esterházy Fanni, Eoin MacDonncha, Maurer Milán, Anibal dos Santos |

| Színház | Előadás                                          | Rendező | Szereplők |
| --- | ------------------------------------------------ | --- | --- |
| Megjegyzés: A 2019-es versenyprogramba beválogatták a Pesti Magyar Színház: A székek című előadását, ám az előadás Béres Ilona betegsége miatt nem került előadásra. |                                                  | | |
| Színház- és Filmművészeti Egyetem és Örkény István Színház | Secondhand – szovjetűdök                         | Bagossy László, Kovács D. Dániel, Antal Bálint, Benkő Claudia, Dyssou Bona, Sándor Dániel Máté, Vilmos Noémi, Walters Lili | Bíró Kriszta, Csákányi Eszter, Csuja Imre, Dóra Béla, Epres Attila, Ficza István, Jéger Zsombor, Kókai Tünde, Koller Krisztián, Kovács Máté, Máthé Zsolt, Murányi Márta, Novkov Máté, Patkós Márton, Polgár Csaba, Pogány Judit, Szathmáry Judit, Takács Nóra Diána, Vajda Milán, Znamenák István, Zsigmond Emőke             |
| Váci Dunakanyar Színház és Bartók Kamaraszínház és Művészetek Háza                                                                                                   | Ványa bácsi                                      | Yaroslav Fodoryshyn | Ivaskovics Viktor, Erdélyi Tímea, Tarpai Viktória, Tímár Éva, Sipos Imre, Kaszás Mihály, Smál-Szilaj Gábor, Kis Domonkos Márk, Kútvölgyi Erzsébet |
| Szabadkai Népszínház | Mi történt Baby Jane-nel?                        | Galambos Péter | Pesitz Mónika, Kalmár Zsuzsa, Fülöp Tímea, Hajdú Tamás, Baráth Attila |
| Vígszínház | A diktátor                                       | Eszenyi Enikő | ifj. Vidnyánszky Attila, Wunderlich József, Gados Béla, Szilágyi Csenge, Ember Márk, Lukács Sándor, Igó Éva, Zoltán Áron, Király Dániel, Hullan Zsuzsa, Gyöngyösi Zoltán, Waskovics Andrea, Réti Nóra, Viszt Attila, Ertl Zsombor, Reider Péter, Márkus Luca, Antóci Dorottya, Rudolf Szonja                                  |
| Csokonai Nemzeti Színház | Idióta                                           | Sardar Tagirovsky | Kiss Gergely Máté, Papp István, Zeck Juli, Kránicz Richárd, Csikos Sándor, Edelényi Vivien, Horváth Julianna, Mészáros Ibolya, Vékony Anna, Janka Barnabás, Nánási Brigitta |
| Katona József Színház | Rozsdatemető 2.0                                 | Máté Gábor | Bezerédi Zoltán, Vizi Dávid, Szirtes Ági, Péter Kata, Rujder Vivien, Kovács Lehel, Mészáros Béla, Elek Ferenc, Kiss Eszter, Szacsvay László, Mészáros Blanka, Tasnádi Bence, Bodnár Erika, Ujlaki Dénes, Fullajtár Andrea, Rajkai Zoltán, Dankó István, Takátsy Péter, Veszelovszki Janka, Rohonyi Barnabás, Lengyel Benjámin |
| József Attila Színház | Karenina, Anna                                   | Telihay Péter | Gazdag Tibor, Létay Dóra, Zöld Csaba, Fazakas Júlia, Mészáros András, Fabó Györgyi, Kiss Gábor, Korponay Zsófi, Chajnóczki Balázs, Betz István, Fekete Thália Réka, Galambos Zsófi, Botár Endre, Brunczlík Péter |
| Tamási Áron Színház | Egy zabigyerek kék háttér előtt történetet mesél | Radu Afrim | Gajzágó Zsuzsa, Korodi Janka, Dávid Péter, Erdei Gábor, Mátray László, Kónya-Ütő Bence, Pál Ferenczi Gyöngyi, Beczásy Áron, Szakács László, Kovács Kati, Pálffy Tibor, Benedek Ágnes, Magyarosi Imola, Vass Zsuzsanna, Szalma Hajnalka, Nagy Alfréd                                                                           |
| Katona József Színház | Jeanne d'Arc                                     | Hegymegi Máté | Mészáros Blanka, Dankó István, Elek Ferenc, Kocsis Gergely, Máté Gábor, Mészáros Béla, Rába Roland, Tasnádi Bence, Vajdai Vilmos |
| Nemzeti Színház | Woyczek                                          | ifj. Vidnyánszky Attila | Nagy Márk, Barta Ágnes, Fehér Tibor, Bordás Roland, Szabó Sebestyén László, Böröndi Bence, Herczegh Péter, Kovács Tamás, Benedek Dániel, Szabó Nikolett, Mészáros Martin, Berettyán Sándor, Szép Domán |
| Nemzeti Színház és Gyulai Várszínház | Caligula helytartója                             | Szász János | Trill Zsolt, Horváth Lajos Ottó, Rácz József, Bordás Roland, Kristán Attila, Bodrogi Gyula, Szarvas József |
| Radnóti Színház | 10                                               | Sebestyén Aba | Vilmányi Benett, Pál András, Martinovics Dorina, Kováts Adél, Márfi Márk, Sodró Eliza, Nagyabonyi Emese, László Zsolt, Schneider Zoltán, Tóth Ildikó |
| Vörösmarty Színház | Kartonpapa                                       | Hargitai Iván | Tóth Ildikó, Egyed Attila, Kovács Tamás, Kiss Diána Magdolna, Pálya Pompónia |
| Pinceszínház | A tribádok éjszakája                             | Kiss Csaba | Kaszás Gergő, Györgyi Anna, Juhász Réka, Gömöri András Máté |

| Színház                          | Előadás                                  | Rendező               | Szereplők |
| -------------------------------- | ---------------------------------------- | --------------------- | --- |
| Kolozsvári Állami Magyar Színház | Rosmersholm                              | Andriy Zholdak        | Bodolai Balázs, Imre Éva, Sigmond Rita, Jerovszky Tímea, Bács Miklós, Viola Gábor, Kicsid Gizella |
| Csokonai Nemzeti Színház         | Három nővér                              | Ilja Bocsarnikovsz    | Vranyecz Artúr, Újhelyi Kinga, Varga Klári, Sárközi-Nagy Ilona, Szakács Hajnalka, Mészáros Tibor, Kiss Gergely Máté, Rózsa László, Mercs János, Bakota Árpád, Kovács András, Kránicz Richárd, Bicskei István, Oláh Zsuzsa, Vas Judit Gigi                                          |
| Katona József Színház            | Berlin, Alexanderplatz                   | Kovács D. Dániel      | Mészáros Béla, Bezerédi Zoltán, Borbély Alexandra, Dankó István, Dér Zsolt, Elek Ferenc, Keresztes Tamás, Kocsis Gergely, Kovács Lehel, Mészáros Blanka, Pálmai Anna, Bata Éva, Pelsőczy Réka, Rujder Vivien, Szirtes Ági, Takátsy Péter, Tasnádi Bence, Vajdai Vilmos, Vizi Dávid |
| Kecskeméti Katona József Színház | Csárdáskirálynő                          | Béres Attila          | Sáfár Mónika, Dobó Enikő, Orth Péter, Kőszegi Ákos, Szemenyei János, Hajdú Melinda, Egyházi Géza, Sirkó László, Ferencz Bálint, Körtvélyessy Zsolt, Aradi Imre, Nagyhegyesi Zoltán, Puskás Gyula, Szegvári Júlia, Fischer Lilian                                                   |
| Nagyváradi Szigligeti Színház    | A kaukázusi krétakör                     | Anca Bradu            | Tasnádi-Sáhy Noémi, Kardos M. Róbert, Ababi Csilla, Csatlós Lóránt, Dimény Levente, Dobos Imre, Fábián Enikő, Fodor Réka, Gajai Ágnes, Hunyadi István, Kiss Csaba, ifj. Kovács Levente, Sebestyén Hunor, Szabó Eduárd, Szotyori József                                             |
| Móricz Zsigmond Színház          | Illatszertár                             | Mohácsi János         | Horváth László Attila, Horváth Sebestyén Sándor, István István, Gulácsi Tamás, Széles Zita, Szabó Márta, Horváth Margit, Fellinger Domonkos, Lakatos Máté, Gyuris Tibor, Tóth Károly, Horváth Réka, Jenei Judit                                                                    |
| Újvidéki Színház                 | Borisz Davidovics síremléke              | Alekszandar Popovszki | Crnkovity Gabriella, Elor Emina, Ferenc Ágota, Giricz Attila, Gombos Dániel, Huszta Dániel, Kőrösi István, Krizsán Szilvia, László Judit, Mészáros Árpád, Német Attila, Pongó Gábor, Sirmer Zoltán                                                                                 |
| Radnóti Színház                  | III. Richárd                             | Andrei Șerban         | Alföldi Róbert, Gazsó György, Kelemen József, Kováts Adél, László Zsolt, Martin Márta, Pál András, Porogi Ádám, Rusznák András, Schneider Zoltán, Sodró Eliza |
| Tomcsa Sándor Színház            | Migránsoook – avagy túlsúlyban a bárkánk | Zakariás Zalán        | Antal D. Csaba, Barabás Árpád, Boda-Szász Kriszta, Bekő-Fóri Zenkő, Dunkler Róbert, Esti Norbert, László Kata, Márkó Eszter, P. Fincziski Andrea, Pál Attila, Szűcs-Olcsváry Gellért, Tóth Árpád, Varga Márta, Kudelász Nóbel                                                      |
| Miskolci Nemzeti Színház         | A kaukázusi krétakör                     | Szőcs Artur           | Láng Annamária, Harsányi Attila, Simon Zoltán, Szegedi Dezső, Tenki Dalma, Rózsa Krisztián, Papp Endre, Varga Andrea, Molnár Anna, Kokics Péter, Keresztes Sándor, Takács Mária, Márton B. András                                                                                  |
| Katona József Színház            | A kaukázusi krétakör                     | Székely Kriszta       | Pálmai Anna, Kocsis Gergely, Péterfy Bori, Mészáros Béla, Borbély Alexandra, Molnár Gusztáv, Baki Dániel, Pelsőczy Réka, Rajkai Zoltán, Szirtes Ági, Tasnádi Bence, Vajdai Vilmos                                                                                                  |
| Vörösmarty Színház               | Halál Thébában                           | Horváth Csaba         | Kádas József, Hirtling István, Kuna Károly, Varga Mária, Sághy Tamás, Pálya Pompónia, Tűzkő Sándor, Kiss Diána Magdolna, Varga Lili, Lábodi Ádám, Fehér László, Barna Lilla, Kovács Tamás, Gál Horváth Bernadett, Kertész Júlia                                                    |
| Forte Társulat                   | Vaterland                                | Horváth Csaba         | Andrássy Máté, Barna Lilla, Fehér László, Földeáki Nóra, Horkay Barnabás, Kádas József, Molnár G. Nóra, Nagy Norbert, Pallag Márton, Widder Kristóf |

| Színház                          | Előadás                                               | Rendező                 | Szereplők |
| -------------------------------- | ----------------------------------------------------- | ----------------------- | --- |
| Csokonai Nemzeti Színház         | Jadviga Párnája                                       | Mezei Kinga             | Sárközi-Nagy Ilona, Kiss Gergely Máté, Szalma Tamás, Oláh Zsuzsa, Papp István, Varga Klári, Jámbor József, Galló Ernő, Kovács András, Kránicz Richárd, Steuer Tibor, Nánási Brigitta, Papp Annamária, Till Zsanett, Varga Krisztina |
| Budapesti Operettszínház         | A chicagói hercegnő                                   | Béres Attila            | Dolhai Attila, Homonnay Zsolt, Kalocsai Zsuzsa, Földes Tamás, Sipos Imre, Simon Panna, Szendy Szilvi, Dancs Annamari, Szabó Gábor, Ottlik Ádám, Bordás Barbara, Fischl Mónika, Kerényi Miklós Máté, Laki Péter, Csere László, Vasvári Csaba, Szulák Andrea, Nádasi Veronika, Langer Soma, Miklós Attila, Péter Richárd, Fehér Attila, Balogh Bodor Attila, Oláh Tibor, Péter Richárd, Vanya Róbert, Zábrádi Annamária, Ökrös Tibor, Szajkó József, Bársony Bálint, Petridisz Hrisztosz, Balogh Bodor Attila, Fábián Gábor, Vásári Mónika |
| Marosvásárhelyi Nemzeti Színház  | Retromadár blokknak csapódik és forró aszfaltra zuhan | Radu Afrim              | László Csaba, Takács Örs, B. Fülöp Erzsébet, Lőrincz Ágnes, Simon Boglárka-Katalin, Kádár Noémi, Gecse Ramóna, Csíki Szabolcs, Varga Balázs, Bokor Barna, Berekméri Katalin, Fülöp Bea, Kiss Bora, Varga Andrea, Ördög Miklós Levente, Tollas Gábor, P. Béres Ildikó, Biluska Annamária, Nagy Dorottya, Moldován Orsolya, Bartha László-Zsolt, Huszár Gábor, Ruszuly Ervin, Kiss Péter, Kiss Anna, Sebesi Borbála, Pál Mátyás Áron, Sebesi Sarolt, Hunyadi Virág, Szakács László                                                         |
| Gyulai Várszínház                | III. Richárd                                          | ifj. Vidnyánszky Attila | Trill Zsolt, Eszenyi Enikő, Hegedűs D. Géza, Szűcs Nelli, Trokán Nóra, Dóra Béla, Patkós Márton, Vecsei H. Miklós, Kovács Tamás, Krausz Gergő, Böröndi Bence, Szabó Sebestyén László, Barta Ágnes, Bordás Roland, Berettyán Sándor, Berettyán Nándor, Gyöngyösi Zoltán, Lestyán Attila |
| Vígszínház                       | Bűn és bűnhődés                                       | Michal Dočekal          | Orosz Ákos, Stohl András, Hegyi Barbara, Bata Éva, Hajduk Károly, Bach Kata, Börcsök Enikő, Karácsonyi Zoltán, Wunderlich József, Telekes Péter, Vecsei H. Miklós |
| Örkény István Színház            | Mesél a bécsi erdő                                    | Bagossy László          | Polgár Csaba, Kerekes Éva, Pogány Judit, Debreczeny Csaba, Für Anikó, Vajda Milán, Baksa Imre, Gálffi László, Bíró Kriszta, Zsigmond Emőke, Znamenák István, Takács Nóra Diána, Murányi Márta, Szathmáry Judit, Lénárdt Laura, Jéger Zsombor, Neudold Júlia, Kerekes Viktória, Máthé Zsolt, Csuja Imre, Ficza István, Osváth Judit |
| Weöres Sándor Színház            | A falu rossza                                         | Mohácsi János           | Bányai Kelemen Barna, Matusek Attila, Sodró Eliza, Kenderes Csaba, Bánfalvi Eszter, Szabó Róbert Endre, Fekete Linda, Nagy Cili, Németh Judit, Horváth Ákos, Mertz Tibor, Szabó Tibor, Kálmánchelyi Zoltán, Bajomi Nagy György, Vlahovics Edit, Szerémi Zoltán, Trokán Péter, Alberti Zsófia, Endrődy Krisztián, Avass Attila, Papp-Ionescu Dóra |
| Katona József Színház            | Nóra – karácsony Helmeréknél                          | Székely Kriszta         | Ónodi Eszter, Fekete Ernő, Kocsis Gergely, Keresztes Tamás, Pelsőczy Réka |
| Radnóti Színház                  | Futótűz                                               | Alföldi Róbert          | László Zsolt, Martinovics Dorina, Vilmányi Benett, Kováts Adél, Csomós Mari, Sodró Eliza, Bánfalvi Eszter, Pál András, Schneider Zoltán, Rusznák András, Csarnóy Zsuzsanna, Martin Márta, Gazsó György |
| Miskolci Nemzeti Színház         | Kivilágos kivirradtig                                 | Rusznyák Gábor          | Gáspár Tibor, Nádasy Erika, Czakó Julianna, Bodoky Márk, Szirbik Bernadett, Harsányi Attila, Fandl Ferenc, Seres Ildikó, Lajos András, Simon Zoltán, Szatmári György, Máhr Ágnes, Farkas Sándor, Tenki Dalma, Feczesin Kristóf, Varga Zoltán, Prohászka Fanni, Simonfi Adrienn, Szegedi Dezső, Molnár Sándor Tamás, Márton B. András, Molnár Anna, Kerekes Valéria |
| Kecskeméti Katona József Színház | Apátlanul (Platonov)                                  | Szász János             | Kocsis Pál, Hajdú Melinda, Nagy Viktor, Bognár Gyöngyvér, Zayzon Zsolt, Märcz Fruzsina, Hegedűs Zoltán, Orth Péter, Dobó Enikő, Körtvélyessy Zsolt, Aradi Imre, Szokolai Péter, Fazekas Géza, Váry Károly, Kertész Kata |
| Kolozsvári Állami Magyar Színház | A mélyben                                             | Yuri Kordonsky          | Hatházi András, Orbán Attila, Kézdi Imola, Imre Éva, Viola Gábor, Farkas Loránd, Laczó Júlia, Pethő Anikó, Keresztes Sándor, Szűcs Ervin, Bács Miklós, Dimény Áron, Bogdán Zsolt, Árus Péter |
| Nemzeti Színház                  | Részegek                                              | Viktor Rizsakov         | Trill Zsolt, Fehér Tibor, Kristán Attila, Nagy Mari, Tóth László, Szűcs Nelli, Barta Ágnes, Katona Kinga, Ács Eszter, Szabó Sebestyén László, ifj. Vidnyánszky Attila, Bordás Roland, Berettyán Sándor, Mikecz Estilla |
| Proton Színház és Trafó Kortárs  | Látszatélet                                           | Mundruczó Kornél        | Monori Lili, Rába Roland, Láng Annamária, Jéger Zsombor, Kozma Dáriusz, Gerendás Ruben |

| Színház                                  | Előadás                        | Rendező                 | Szereplők |
| ---------------------------------------- | ------------------------------ | ----------------------- | --- |
| Katona József Színház                    | Az olaszliszkai                | Máté Gábor              | Fekete Ernő, Pálmai Anna, Mészáros Blanka, Szacsvay László, Rajkai Zoltán, Bán János, Szirtes Ági, Borbély Alexandra, Pelsőczy Réka, Tasnádi Bence, Baki Dániel, Dér Zsolt, Papp Endre                                       |
| Budaörsi Latinovits Színház              | Liliomfi                       | ifj. Vidnyánszky Attila | Spolarics Andrea, Ilyés Róbert, Bregyán Péter, Rujder Vivien, Szabó Sebestyén László, Böröndi Bence, Vecsei H. Miklós, Gyöngyösi Zoltán, Figeczky Bence, Dóra Béla, Waskovics Andrea                                         |
| Csiky Gergely Színház és Nemzeti Színház | A gát                          | Bérczes László          | Szarvas József, Mészáros Sára, Sarkadi Kiss János, Váncsa Gábor, Kalmár Tamás |
| Pécsi Harmadik Színház                   | Piszkavas (Leenane szépe)      | Vincze János            | Bacskó Tünde, Füsti Molnár Éva, László Csaba, Tatai Gergő |
| Jászai Mari Színház                      | Tartuffe                       | Szikszai Rémusz         | Crespo Rodrigo, Megyeri Zoltán, Major Melinda, Danis Lídia, Kardos Róbert, Pilnay Sára, Dévai Balázs, Schruff Milán, Bajcsay Mária, Végh Péter, Maróti Attila, Mihály Csaba                                                  |
| Forte Társulat                           | A te országod                  | Horváth Csaba           | Andrássy Máté, Fehér László, Földeáki Nóra, Horkay Barnabás, Kádas József, Krisztik Csaba, Kurta Niké, Nagy Norbert, Novkov Máté, Pallag Márton, Zsigmond Emőke                                                              |
| Kecskeméti Katona József Színház         | Tóték                          | Rusznyák Gábor          | Kőszegi Ákos, Kocsis Pál, Csapó Virág, Tolnai Hella, Fazekas Géza, Kiss Jenő, Decsi Edit, Hegedűs Zoltán, Körtvélyessy Zsolt                                                                                                 |
| Kecskeméti Katona József Színház         | Macska a forró bádogtetőn      | Zsótér Sándor           | Trokán Nóra, Szemenyei János, Bognár Gyöngyvér, Csombor Teréz, Kertész Kata, Nagy Viktor, Szokolai Péter, Kovács Gyula |
| Tamási Áron Színház                      | Vízkereszt, vagy amire vágytok | Bocsárdi László         | Mátray László, Pálffy Tibor, Nemes Levente, Szakács László, Kovács Katalin, Derzsi Dezső, Fekete Zsolt, Szalma Hajnalka, Gajzágó Zsuzsa, Diószegi Attila, Erdei Gábor, Nagy Alfréd, Orbán István, Gecse László, Farkas Csaba |

| Színház | Előadás                       | Rendező            | Szereplők |
| --- | ----------------------------- | ------------------ | --- |
| Megjegyzés: A 2015-ös versenyprogramba beválogatták a Nemzeti Színház: Brand című előadását, de Törőcsik Mari betegsége miatt végül elmaradt az előadás. |                               |                    | |
| Jel Színház | Wilhelm-dalok                 | Nagy József        | Bicskei István, Nagy József |
| Nemzeti Színház | Isten ostora                  | Vidnyánszky Attila | Mátray László, Trokán Anna, Bánsági Ildikó, Schnell Ádám, Mészáros Tibor, Horváth Lajos Ottó, Farkas Dénes, Bodrogi Gyula, Fehér Tibor, Berettyán Nándor, Olt Tamás, Bakos-Kiss Gábor, Janka Barnabás, Kanalas Éva, Berettyán Sándor |
| Weöres Sándor Színház | Vitéz Mihály                  | Béres Attila       | Bajomi Nagy György, Csonka Szilvia, Szerémi Zoltán, Mertz Tibor, Németh Judit, Szabó Tibor, Kálmánchelyi Zoltán, Matusek Attila, Jámbor Nándor, Balogh János, Horváth Ákos, Hartai Petra, Kelemen Zoltán, Vass Szilárd, Endrődy Krisztián, Edvi Henrietta, Fekete Linda, Vlahovics Edit, Avass Attila, Szabó Róbert Endre |
| Csokonai Nemzeti Színház | A Mester és Margarita         | Rusznyák Gábor     | Mészáros Tibor, Krajcsi Nikolett, Szalma Tamás, Csikos Sándor, Mercs János, Kiss Gergely Máté, Bicskei István, Vranyecz Artúr, Bakota Árpád, Papp István, Sárközi-Nagy Ilona, Garay Nagy Tamás, Janka Barnabás, Vecsei H. Miklós, Szakács Hajnalka, Karl József, Vékony Anna, Mészáros Ibolya, Edelényi Vivien, Lezó Ádám, Dargó Gergő, Ifj. Leskó István, Léka Dóra, Antoni Robert, Bai Zsuzsanna, Czirják Csilla, Janovicz Zsófia, Kiss Eleonóra, Kuczmog Klaudia, Molnár Endre, Nagy Kíra, Nagy Olivér, Prohászka Ildikó, Rácz Dániel, Sárga Szabolcs, Steuer Tibor, Tóth Szilvia |
| Csiky Gergely Színház | Szigorúan ellenőrzött vonatok | Bérczes László     | Fehér László, Hunyadkürti György, Kelemen József, Szvetnyik Kata, Csonka Ibolya, Német Mónika, Kalmár Tamás, Szvath Tamás, Rozs Tamás |
| Miskolci Nemzeti Színház | Erdély – Tündérkert           | Keszég László      | Zayzon Zsolt, Harsányi Attila, Szatmári György, Györgyi Anna, Görög László, Simon Zoltán, Szegedi Dezső, Salat Lehel, Máhr Ágnes, Ullmann Mónika, Märcz Fruzsina, Dénes Viktor, Szirbik Bernadett, Pásztor Pál, Kerekes Valéria, Molnár Róbert |
| Tamási Áron Színház | Meggyeskert                   | Sardar Tagirovsky  | D. Albu Annamária, Benedek Ágnes, Kovács Katalin, Szakács László, Pálffy Tibor, Nagy Alfréd, Erdei Gábor, Gajzágó Zsuzsa, Derzsi Dezső, Pál Ferenczi Gyöngyi, Nemes Levente, Kónya Ütő Bence, Fekete Zsolt, Kolcsár József, Csomós Tünde Tímea, Debreczi Kálmán |
| Újvidéki Színház | Bánk bán                      | Urbán András       | Huszta Dániel, Krizsán Szilvia, Sirmer Zoltán, Crnkovity Gabriella, Mészáros Árpád, Elor Emina, Magyar Attila, Német Attila, Figura Terézia, Pongó Gábor, Gombos Dániel, Balázs Áron, Ferenc Ágota |
| Békéscsabai Jókai Színház | Koldusopera                   | Katkó Ferenc       | Borovics Tamás, Tege Antal, Kara Tünde, Gubik Petra, Katkó Ferenc, Kisfaludy Zsófia, Köböl Lilla, S. Albert Gábor, Csomós Lajos, Koleszár Bazil Péter, Gulyás Attila, Czitor Attila, Mészáros Mihály, Jancsik Ferenc, Tomanek Gábor, Szőke Pál, Nagy Erika, Komáromi Anett, Csatlós Viktória |

| Színház                                                   | Előadás         | Rendező          | Szereplők |
| --------------------------------------------------------- | --------------- | ---------------- | --- |
| Móricz Zsigmond Színház                                   | Énekes madár    | Koltai M. Gábor  | Szabó Márta, Széles Zita, Kosik Anita Zsuzsanna, Horváth László Attila, Fellinger Domonkos, Lakatos Máté, Pregitzer Fruzsina |
| Marosvásárhelyi Nemzeti Színház és Tompa Miklós Társulat  | Alkésztisz      | Sorin Militaru   | Tompa Klára, Bányai Kelemen Barna, Sebestyén Aba, Bokor Barna, Szélyes Ferenc, Lőrincz Ágnes, Korpos András, László Csaba, Benő Kinga, Galló Ernő, Vajda Andrea, Horváth Krisztina, Nagy László, Szabó János Szilárd                          |
| Újvidéki Színház                                          | Opera ultima    | Kokan Mladenović | Szabó Eduárd, Sirmer Zoltán, Elor Emina, Balázs Áron, Pongó Gábor, Szilágyi Ágota, Banka Lívia, Giricz Attila, Kőrösi István, Crnkovity Gabriella                                                                                             |
| Vádli Alkalmi Színházi Társulás és Szkéné Színház és FÜGE | I. Erzsébet     | Szikszai Rémusz  | Fodor Tamás, Bercsényi Péter, Bodor Johanna, Herczeg Tamás, Kaszás Gergő, Keresztény Tamás, Király Attila, Nagypál Gábor, Tamási Zoltán, Tóth József                                                                                          |
| Kolozsvári Állami Magyar Színház                          | Csipke          | Mezei Kinga      | Albert Csilla, Kántor Melinda, Györgyjakab Enikő, Keresztes Sándor, Váta Lóránd, Bodolai Balázs |
| Katona József Színház                                     | Fényevők        | Ascher Tamás     | Kocsis Gergely, Pálmai Anna, Ónodi Eszter, Fekete Ernő, Nagy Ervin, Jordán Adél, Máté Gábor, Tasnádi Bence, Bezerédi Zoltán, Kiss Eszter, Ötvös András, Csoma Judit, Lengyel Ferenc, Pálos Hanna, Vajdai Vilmos, Mészáros Piroska, Tóth Anita |
| Katona József Színház és Szabadkai Népszínház             | Vörös           | Máté Gábor       | Ambrus Richárd, Baráth Attila, Csernik Árpád, Dankó István, Fekete Ernő, G. Erdélyi Hermina, Hegymegi Máté, Kalmár Zsuzsa, Körmöci Petronella, Kovács Lehel, Mészáros Béla, Pálfi Ervin, Szilágyi Nándor, Szirtes Ági, Szőke Attila           |
| Örkény István Színház                                     | A képzelt beteg | Mohácsi János    | Gálffi László, Für Anikó, Trokán Nóra, Bíró Kriszta, Znamenák István, Polgár Csaba, Vajda Milán, Gyabronka József, Epres Attila, Máthé Zsolt, Szandtner Anna, Debreczeny Csaba                                                                |
| Kerekasztal Színház és Szputnyik Hajózási Társaság        | A hosszabik út  | Gigor Attila     | Hay Anna, Farkas Atilla, Fábián Gábor, Hajós Zsuzsa |
| Csiky Gergely Színház                                     | Bányavakság     | Bérczes László   | Szula László, Nyári Szilvia, Urbán Tibor, Köles Ferenc, Grisnik Petra |
| Miskolci Nemzeti Színház                                  | A tanítónő      | Rusznyák Gábor   | Lovas Rozi, Szőcs Artur, Bősze György, Kocsis Pál, Pásztor Pál, Gyuriska János, Harsányi Attila, Szegedi Dezső, Nádasy Erika, Kincses Károly, Szabó Irén, Cservenák Vilmos, Ódor Kristóf, Dénes Viktor, Salat Lehel, Märcz Fruzsina           |
| Miskolci Nemzeti Színház                                  | Woyzeck         | Béres Attila     | Görög László, Simkó Katalin, Harsányi Attila, Simon Zoltán, Dénes Viktor, Ódor Kristóf, Molnár Sándor Tamás, Simonfi Adrienn |

| Színház                                                                   | Előadás           | Rendező            | Szereplők |
| ------------------------------------------------------------------------- | ----------------- | ------------------ | --- |
| Nemzeti Színház                                                           | Amphitryon        | Gothár Péter       | Alföldi Róbert, Udvaros Dorottya, Nagy Zsolt, Znamenák István, Tenki Réka, Nagy Mari |
| Weöres Sándor Színház                                                     | A félkegyelmű     | Jeles András       | Czukor Balázs, Horváth Ákos, Alberti Zsófia, Szerémi Zoltán, Trokán Péter, Kiss Mari, Csonka Szilvia, Fekete Linda, Nagy Cili, Balogh János, Vlahovics Edit, Orosz Róbert, Bajomi Nagy György, Szabó Tibor, Poppre Ádám, Kristóf Roland, Endrődy Krisztián, Vass Szilárd, Reczetár Dávid, Varga Dóra, Németh Judit, Lévai Tímea, Szabó Róbert Endre, Budai Dávid, Kolnai Kovács Gergely |
| Csokonai Nemzeti Színház                                                  | Bolha a fülbe     | Vidnyánszky Attila | Trill Zsolt, Mercs János, Tóth László, Mészáros Tibor, Olt Tamás, Garay Nagy Tamás, Varga József, Kristán Attila, Kóti Árpád, Szűcs Nelli, Ráckevei Anna, Bánsági Ildikó, Szalma Noémi, Szanyi Sarolta, Edelényi Vivien |
| Yorick Stúdió és Marosvásárhelyi Nemzeti Színház és Tompa Miklós Társulat | Bányavakság       | Sebestyén Aba      | Szakács László, Nagy Dorottya, Ördög Miklós Levente, Tollas Gábor, Bányai Kelemen Barna, Czikó Julianna |
| Hevesi Sándor Színház                                                     | Színésznők        | Sztarenki Pál      | Ecsedi Erzsébet, Kiss Mari, Kovács Olga, Misurák Tünde, Madák Zsuzsanna, Barsi Márton, Farkas Gergő, Szakály Aurél, Vass János Pál, Zsíros Viktor |
| Örkény István Színház                                                     | Peer Gynt         | Ascher Tamás       | Polgár Csaba, Kerekes Éva, Szandtner Anna, Bíró Kriszta, Csuja Imre, Epres Attila, Ficza István, Für Anikó, Gálffi László, Király Dániel, Kulcsár Viktória, Nagyhegyesi Zoltán, Stefanovics Angéla, Takács Nóra Diána, Vajda Milán |
| Csiky Gergely Színház                                                     | Vaknyugat         | Bérczes László     | Kovács Lajos, Hunyadkürti György, Rátóti Zoltán, Mészáros Sára |
| Pécsi Nemzeti Színház                                                     | Picasso kalandjai | Méhes László       | Hajduk Károly, Uhrik Dóra, Köles Ferenc, Stubendek Katalin, Vlasits Barbara, Széll Horváth Lajos, Józsa Richárd, Tóth András Ernő, Kollár Daniella, Nagy Írisz, Harka Máté, Kerekes Soma, Matola Dávid, Czéh Dániel, Ujvári Katalin, Kocsis Viktória, Mangold Roland, Cseporán Zsolt, Petrinovics Kristóf, Szabó Márk József                                                            |
| Miskolci Nemzeti Színház                                                  | A vágy villamosa  | Kiss Csaba         | Györgyi Anna, Kocsis Pál, Lovas Rozi, Görög László, Kokics Péter, Szabó Irén, Kerekes Valéria, Lichtenstein Pál |
| Vígszínház                                                                | Jóembert keresünk | Michal Dočekal     | Eszenyi Enikő, Lengyel Tamás, Mészáros Máté, Lukács Sándor, Telekes Péter, Fesztbaum Béla, Molnár Áron, Kerekes József, Borbiczki Ferenc |
| Proton Színház és Trafó Kortárs és Művészetek Háza                        | Szégyen           | Mundruczó Kornél   | Zsótér Sándor, Láng Annamária, Tóth Orsolya, Monori Lili, Székely B. Miklós, Rába Roland, Wéber Kata, Kiss Diána Magdolna, Bánki Gergely, Katona László, Szemenyei János, Derzsi János |

| Színház                                                                   | Előadás                       | Rendező          | Szereplők |
| ------------------------------------------------------------------------- | ----------------------------- | ---------------- | --- |
| Veszprémi Petőfi Színház                                                  | Értelem és érzelem            | Valló Péter      | Csarnóy Zsuzsanna, Kéri Kitty, Trokán Anna, Bécsi Kamilla, Kőrösi Csaba, Juhász Róza, Nyirkó István, Palásthy Bea, Bajcsay Mária, Oberfrank Pál, Szalma Tamás, Sághy Tamás, Terescsik Eszter, Tóth Loon, Szűcs Krisztina |
| Móricz Zsigmond Színház                                                   | Koccanás                      | Tasnádi Csaba    | Petneházy Attila, Kuthy Patrícia, Horváth László Attila, Vicei Zsolt, Balogh Gábor, Horváth Sebestyén Sándor, Koblicska Kálmán, Antal Olga, Olt Tamás, Fridrik Noémi, Barta Éva, Gerle Andrea, Tóth Zoltán László, Vaszkó Bence, Nagyidai Gergő, Kameniczky László                                                                                                   |
| Vörösmarty Színház                                                        | Trió                          | Galambos Péter   | Tóth Auguszta, Kuna Károly, Pál András, Csizmadia Gergely |
| Vígszínház                                                                | Makrancos Kata                | Gothár Péter     | Dengyel Iván, Börcsök Enikő, Réti Adrienn, Nagy Ervin, Molnár Áron, Lukács Sándor, Fesztbaum Béla, Vecsei H. Miklós, Orosz Ákos, Ember Márk, Gados Béla, Csiby Gergely, Hullan Zsuzsa, Zoltán Áron, Molnár Enikő, Tar Renáta, Viszt Attila, Tóth András, Kovács Olivér, Molnár Áron, Csőre Gábor, Zoltán Áron, Kopek Janka, Gonda Kata, Kertész Kata, Hrisafis Gábor |
| Katona József Színház                                                     | A filozófus                   | Gothár Péter     | Ötvös András, Fullajtár Andrea, Tasnádi Bence, Tenki Réka, Kulcsár Viktória, Dankó István, Pálmai Anna, Kocsis Gergely, Mészáros Béla, Borbély Alexandra |
| Nemzeti Színház                                                           | Egy lócsiszár virágvasárnapja | Znamenák István  | Szarvas József, Söptei Andrea, Hevér Gábor, Farkas Dénes, Murányi Tünde, Marton Róbert, Földi Ádám, Stohl András, László G. Attila, Seres Dániel, Előd Álmos, Váncsa Gábor, Újvári Zoltán, Gáspár Kata, Blaskó Péter, Fogarasi Gergely, Takács Zalán |
| Radnóti Színház                                                           | Vágyvillamos                  | Zsótér Sándor    | Kováts Adél, Petrik Andrea, Schneider Zoltán, Martin Márta, Formán Bálint, Pál András |
| Kecskeméti Katona József Színház                                          | Bánk bán                      | Bagó Bertalan    | Pál Attila, Danyi Judit, Orth Péter, Fazekas Géza, Zeck Juli, Körtvélyessy Zsolt, Szokolai Péter, Farkas Ádám, Hajdú Melinda, Szemenyei János, Kiss Jenő, Olasz Csaba Ferenc, Porogi Ádám, Vári János, Józsa Kristóf, Domján Sándor, Erdődi Zsolt |
| Örkény István Színház                                                     | János király                  | Bagossy László   | Debreczeny Csaba, Kerekes Éva, Takács Nóra Diána, Kókai Tünde, Für Anikó, Polgár Csaba, Ficza István, Gálffi László, Csuja Imre, Mácsai Pál, Máthé Zsolt, Csire Zoltán, Kocsán Bálint, Tóth Csaba, Baksa Imre |
| Katona József Színház                                                     | Nordost                       | Forgács Péter    | Pálmai Anna, Fullajtár Andrea, Bodnár Erika |
| Weöres Sándor Színház                                                     | Szentivánéji álom             | Mohácsi János    | Trokán Péter, Nagy Cili, Avass Attila, Szabó Tibor, Zayzon Zsolt, Horváth Ákos, Csonka Szilvia, Märcz Fruzsina, Szerémi Zoltán, Kelemen Zoltán, Szabó Győző, Orosz Róbert, Balogh János, Endrődy Krisztián, Németh Éva, Mertz Tibor, Vlahovics Edit, Bajomi Nagy György, Balogh János                                                                                |
| Yorick Stúdió és Marosvásárhelyi Nemzeti Színház és Tompa Miklós Társulat | Bányavirág                    | Sebestyén Aba    | Viola Gábor, Bányai Kelemen Barna, Nagy Dorottya, Kovács Botond, Gulácsi Zsuzsa |
| Csokonai Nemzeti Színház                                                  | Scapin, a szemfényvesztő      | Silviu Purcărete | Trill Zsolt, Mészáros Tibor, Garay Nagy Tamás, Rácz József |
| Kolozsvári Állami Magyar Színház                                          | Hedda Gabler                  | Andrei Şerban    | Kézdi Imola, Bogdán Zsolt, Györgyjakab Enikő, Pethő Anikó, Hatházi András, Szűcs Ervin, Varga Csilla, Kató Emőke |

| Színház                           | Előadás                                                | Rendező             | Szereplők |
| --------------------------------- | ------------------------------------------------------ | ------------------- | --- |
| Csokonai Nemzeti Színház          | A revizor                                              | Vladiszlav Troickij | Varga József, Ráckevei Anna, Kacsur Andrea, Csikos Sándor, Garay Nagy Tamás, Kiss Gergely Máté, Mercs János, Dánielfy Zsolt, Vranyecz Artúr, Mészáros Tibor, Kóti Árpád, Jámbor József, Miske László, Sőtér István, Cservenka Ferenc                                                                                                 |
| Gárdonyi Géza Színház             | Prolik (Ingyenélők)                                    | Máté Gábor          | Bozó Andrea, Törőcsik Franciska, Mészáros Máté, Kaszás Gergő, Vajda Milán, Ötvös András, Görög László, Bartsch Kata, Szabó Emília, Schruff Milán, Sata Árpád, Fekete Györgyi, Venczel Valentin, Hüse Csaba |
| Katona József Színház             | A mizantróp                                            | Zsámbéki Gábor      | Fekete Ernő, Kocsis Gergely, Máté Gábor, Ónodi Eszter, Mészáros Blanka, Fullajtár Andrea, Takátsy Péter, Elek Ferenc, Vajdai Vilmos, Kiss Eszter, Mészáros Béla, Tóth Anita, Ujlaki Dénes |
| Nemzeti Színház                   | Három nővér                                            | Andrei Şerban       | Znamenák István, Mészáros Piroska, Udvaros Dorottya, Schell Judit, Péterfy Bori, Kulka János, Mátyássy Bence, Szabó Kimmel Tamás, Sinkó László, Szatory Dávid, Fehér Tibor, Fodor Tamás, Nagy Mari |
| Nemzeti Színház                   | Egyszer élünk, avagy a tenger azontúl tűnik semmiségbe | Mohácsi János       | Bánfalvi Eszter, Dénes Zsolt, Farkas Dénes, Fehér Tibor, Földi Ádám, Tenki Réka, Hevér Gábor, Szegedi Dezső, Kulka János, László G. Attila, László Zsolt, Makranczi Zalán, Martinovics Dorina, Mátyássy Bence, Nagy Mari, Radnay Csilla, Stohl András, Szabó Zoltán, Szarvas József, Szatory Dávid, Tompos Kátya                     |
| Vígszínház                        | Mikve                                                  | Michal Dočekal      | Börcsök Enikő, Eszenyi Enikő, Waskovics Andrea, Igó Éva, Hegyi Barbara, Antóci Dorottya, Réti Adrienn, Stefanovics Angéla, Tóth Orsolya |
| Csokonai Nemzeti Színház          | Mesés férfiak szárnyakkal                              | Vidnyánszky Attila  | Varga József, Ráckevei Anna, Trill Zsolt, Szűcs Nelli, ifj. Vidnyánszky Attila, Oleg Zsukovszkij, Kristán Attila, Tóth László, Mercs János, Bakota Árpád, Rácz József, Ivaskovics Viktor, Pál Lajos, Pál Eszter, Szabó Sebestyén László                                                                                              |
| Tamási Áron Színház               | A velencei kalmár                                      | Bocsárdi László     | Nemes Levente, Mátray László, Kolcsár József, Diószegi Attila, Márton Lóránt, Nagy Kopeczky Kálmán, Nagy Alfréd, Erdei Gábor, Kőmíves Mihály, Szakács László, Nagy Lázár József, Kicsid Gizella, Gajzágó Zsuzsa, Szalma Hajnalka, Pálffy Tibor                                                                                       |
| Bárka Színház                     | Nehéz                                                  | Bérczes László      | Mucsi Zoltán, Lázár Kati, Gados Béla, Ilyés Róbert, Moldvai Kiss Andrea, Varga Anikó, Jerger Balázs, Pásztor Tibor |
| HOPPart Társulat                  | Chicago                                                | Zsótér Sándor       | Bánfalvi Eszter, Friedenthál Zoltán, Herczeg Tamás, Kiss Diána Magdolna, Mátyássy Bence, Polgár Csaba, Radnay Csilla, Roszik Hella, Vári-Kovács Péter |
| Kolozsvári Állami Magyar Színház  | Leonce és Léna                                         | Tompa Gábor         | Váta Lóránd, Bodolai Balázs, Györgyjakab Enikő, Viola Gábor, Kató Emőke, Varga Csilla, Bíró József, Orbán Attila, Keresztes Sándor, Sinkó Ferenc, Szűcs Ervin, Salat Lehel, Laczkó Vass Róbert, Balla Szabolcs, Fogarasi Alpár, Kántor Melinda                                                                                       |
| Nemzeti Színház                   | Vadászjelenetek Alsó-Bajorországból                    | Alföldi Róbert      | Molnár Piroska, Stohl András, Tompos Kátya, Básti Juli, Farkas Dénes, Szarvas József, Sinkó László, Hevér Gábor, Murányi Tünde, Nagy Mari, Ducsai Ábel, Znamenák István, Söptei Andrea, Mészáros Piroska, Zävodi, Földi Ádám |
| Pécsi Nemzeti Színház             | Parasztopera                                           | Mohácsi János       | Nyakó Júlia, Balikó Tamás, Märcz Fruzsina, Józsa Richárd, Györfi Anna, Téby Zita, Herczeg Adrienn, Ottlik Ádám, Köles Ferenc, Zayzon Zsolt, Bódis Zsuzsanna, Czéh Dániel, Dargó Gergő, Dargó Szilvia, Fischer Lilian, Inhof Kornél, Kállai Gergely, Lőrincz Adrienn, Papp Beatrix Krisztina, Rubind Péter, Schum László, Szabó Erika |
| Pintér Béla és Társulata          | Szutyok                                                | Pintér Béla         | Roszik Hella, Szamosi Zsófia, Enyedi Éva, Szalontay Tünde, Thuróczy Szabolcs, Friedenthál Zoltán, Nagy Viktor, Pintér Béla, Quitt László |
| Színház- és Filmművészeti Egyetem | Félelem és macskajaj a Harmadik Birodalomban           | Zsótér Sándor       | Borbély Alexandra, Ficza István, Huzella Júlia, Neudold Júlia, Pálos Hanna, Radnai Márk, Rétfalvi Tamás, Simon Zoltán, Tasnádi Bence, Kolnai Kovács Gergely, Tóth Eszter |

| Színház | Előadás                                  | Rendező            | Szereplők |
| --- | ---------------------------------------- | ------------------ | --- |
| Megjegyzés: A 2010-es versenyprogramba beválogatták a Katona József Színház: A hős és a csokoládékatona című előadását, de a színház végül lemondta a részvételt. |                                          |                    | |
| Örkény István Színház | Artuto Ui feltartóztatható felemelkedése | Zsótér Sándor      | Kerekes Éva, Csuja Imre, Ötvös András, Polgár Csaba, Máthé Zsolt, Debreczeny Csaba, Szandtner Anna, Barabás Richárd, Für Anikó, Dömötör András, Takács Nóra Diána                                                                                          |
| Pécsi Nemzeti Színház | Az elveszett levél                       | Mohácsi János      | Kovács Zsolt, Herczeg Adrienn, Märcz Fruzsina, Pál András, Urbán Tibor, Zayzon Zsolt, Szabó Vera, Ottlik Ádám, Pilinczes József, Märcz Fruzsina, Vidákovics Szláven, Lipics Zsolt, Tóth András Ernő                                                        |
| Hevesi Sándor Színház | A revizor                                | Bagó Bertalan      | Kiss Ernő, Holecskó Orsolya, Ligeti Kovács Judit, Kanda Pál, Gábor László, Lánczi Nikolett, Szegezdi Róbert, Tisza Anita, Balogh Tamás, Wellmann György, Kricsár Kamill, György János, Nagy Péter, Mészáros András, Andics Tibor, Deák Gábor, Mihály Péter |
| Gárdonyi Géza Színház | Csörgess meg!                            | Máté Gábor         | Bányai Miklós, Bozó Andrea, Fenyő Iván, Fekete Györgyi, Görög László, Járó Zsuzsa, Hüse Csaba, Mészáros Sára, Kaszás Gergő, Mészáros Máté, Ötvös András, Schruff Milán, Vajda Milán                                                                        |
| Csokonai Nemzeti Színház | Fodrásznő                                | Viktor Rizsalkov   | Szűcs Nelli, Trill Zsolt, Tóth László, Kristán Attila |
| Gárdonyi Géza Színház | Maya                                     | Zsótér Sándor      | Járó Zsuzsa, Mészáros Máté, Mészáros Sára, Schruff Milán, Ötvös András, Vajda Milán, Venczel Valentin, Fekete Györgyi, Vokó János, Horváth Zita, Kulcsár Noémi, Nagy Eszter Kata, Zombori Dorottya, Csere Zoltán, Deák Gábor, Túri Lajos                   |
| Szatmárnémeti Északi Színház – Harag György Társulat | Veszett fejsze                           | Mohácsi János      | Lőrincz Ágnes, Nagy Csongor, Vencz Stella, Nagy Orbán, Némethy Zsuzsa, Czintos József, Gál Ágnes, Nagy Antal, Róbert Gábor, Varga Andrea, István István |
| Szegedi Nemzeti Színház | Háztűznéző                               | Juronics Tamás     | Gidró Katalin, Balogh Erika, Szilágyi Annamária, Magyar Attila, Pataki Ferenc, Savanyu Gergő, Flórián Antal, Borovics Tamás, Jarábik Klára, Szűcs Lajos, Poroszlay Kristóf                                                                                 |
| Szputnyik Hajózási Társaság és Modern Színház és Viselkedéskutató Intézet                                                                                         | A Kockavető                              | Bodó Viktor        | Fábián Gábor, Gazsó György, Gyabronka József, Hay Anna, Jankovics Péter, Koblicska Lőte, Molnár Gusztáv, Szabó Zoltán, Székely Rozi, Terhes Sándor, Téby Zita, Tóth Simon Ferenc, Lajkó Bence, Réti Anna                                                   |
| Maladype Színház | Übü király                               | Balázs Zoltán      | Orosz Ákos, Lendváczky Zoltán, Páll Zsolt, Jászberényi Gábor |
| KoMa | SZJ 9231 – avagy a művtev vége           | KoMa               | Guary Szandra, Jaskó Bálint, Jelinek Erzsébet, Kroó Balázs, Lass Bea, Lôrincz Sándor, Mervel Miklós, Mester Szilvia, Polgár Péter, Zrinyi Gál Vince |
| Kosztolányi Dezső Színház és Urbán András Társulata | The beach                                | Urbán András       | Mikes Imre Elek, Mészáros Árpád, Erdély Andrea, Béres Márta |
| Yorick Stúdió és dramAcum | 20/20                                    | Gianina Cărbunariu | Virgil Aioanei, Bányai Kelemen Barna, Berekméri Katalin, Carmen Florescu, Mădălina Ghiţescu, Korpos András, Rolando Matsangos, Sebestyén Aba, Cristina Toma, Tompa Klára                                                                                   |
| Örkény István Színház | Kasimir és Karoline                      | Bagossy László     | Polgár Csaba, Szandtner Anna, Csuja Imre, Mácsai Pál, Debreczeny Csaba, Hámori Gabriella, Sárosdi Lilla, Máthé Zsolt, Kiss-Végh Emőke, Csuja Fanni |

| Színház                                                                | Előadás                    | Rendező         | Szereplők |
| ---------------------------------------------------------------------- | -------------------------- | --------------- | --- |
| Hevesi Sándor Színház                                                  | Hamlet                     | Bagó Bertalan   | Nagy Péter, Szegezdi Róbert, Szemenyei János, Kiss Ernő, Mészáros András, Szakács László, Mihály Péter, Vizkeleti Zsolt, Ligeti Kovács Judit, Holecskó Orsolya |
| Pécsi Nemzeti Színház                                                  | Istenítélet                | Mohácsi János   | Zayzon Zsolt, Herczeg Adrienn, Märcz Fruzsina, Széll Horváth Lajos, Kocsis Pál, Pál András, Köles Ferenc, Kovács Mimi, Füsti Molnár Éva, Urbán Tibor, Stenczer Béla, Szabó Vera, Stubendek Katalin, Ottlik Ádám, Darabont Mikold, Fischer Lilian, Juhász Gerda, Víg Diána, Józsa Richárd, Róbert Gábor, Vidákovics Szláven, Várnagy Kinga, László Csaba, Csányi Dávid, Bende István, Rubind Péter, Schum László, Szabó Erika, Czéh Dávid, Farkas B. Szabina, Domján Mária |
| Katona József Színház                                                  | Barbárok                   | Ascher Tamás    | Nagy Ervin, Tenki Réka, Máté Gábor, Szirtes Ági, Jordán Adél, Ujlaki Dénes, Elek Ferenc, Tar Renáta, Takátsy Péter, Pelsőczy Réka, Fekete Ernő, Ónodi Eszter, Bán János, Kovács Lehel, Kocsis Gergely, Pálmai Anna, Szabó Győző, Szacsvay László, Dankó István, Kovács Ádám, Tóth Anita, Rajkai Zoltán |
| József Attila Színház                                                  | Éjjeli menedékhely         | Horváth Csaba   | Mihályi Győző, Márkó Eszter, Földeáki Nóra, Andrássy Máté, Kádas József, Sztarenki Pál, Ullmann Mónika, Kovalik Ágnes, Vándor Éva, Besenczi Árpád, Fila Balázs, Zöld Csaba, Krisztik Csaba, Méhes László, Ömböli Pál, Kocsis Judit |
| Örkény István Színház                                                  | Jógyerekek képeskönyve     | Ascher Tamás    | Gálffi László, Máthé Zsolt, Gyabronka József, Csuja Imre, Bíró Kriszta, Für Anikó, Szandtner Anna, Kerekes Éva, Pogány Judit, Takács Nóra Diána, Debreczeny Csaba, Polgár Csaba, Ficza István |
| Vígszínház                                                             | Augusztus Oklahomában      | Eszenyi Enikő   | Vallai Péter, Pap Vera, Börcsök Enikő, Eszenyi Enikő, Gyabronka József, Braghini Rozina, Döbrösi Laura, Láng Annamária, Hegyi Barbara, Igó Éva, Reviczky Gábor, Fesztbaum Béla, Bodor Böbe, Epres Attila, Hegedűs D. Géza |
| Nemzeti Színház                                                        | A park                     | Alföldi Róbert  | Nagy Mari, László Zsolt, Rába Roland, Schell Judit, Rátóti Zoltán, Murányi Tünde, Stohl András, Hollósi Frigyes, Hevér Gábor, Gergye Krisztián, Csoma Judit, Mészáros Piroska, Makranczi Zalán, Debrah Dennis, László G. Attila, Orth Péter, Gáspár Kata, Máramarosi Bence |
| Csokonai Nemzeti Színház                                               | Oblom-off                  | Andrzej Bubien  | Trill Zsolt, Györgyi Anna, Szűcs Kata, Kriszta Kinga, Mercs János, Tóth László, Bakota Árpád, Nagy László Zsolt |
| Pécsi Nemzeti Színház                                                  | A képzelt beteg            | Mohácsi János   | Urbán Tibor, Rázga Miklós, Stenczer Béla, Kovács Mimi, Szabó Vera, Darabont Mikold, Zayzon Zsolt, Pál András, Vidákovics Szláven, Lipics Zsolt, Széll Horváth Lajos, Kovács Márton, Rozs Tamás, Weber Kristóf, Herczeg Adrienn |
| Maladype Színház                                                       | Leonce és Léna             | Balázs Zoltán   | Fátyol Kamilla, Ligeti Kovács Judit, Tankó Erika, Orosz Ákos, Lendváczky Zoltán, Páll Zsolt, Tompa Ádám, Jászberényi Gábor |
| Gárdonyi Géza Színház                                                  | A velencei kalmár          | Zsótér Sándor   | Ötvös András, Bányai Miklós, Járó Zsuzsa, Bozó Andrea, Mészáros Máté, Vajda Milán, Mészáros Sára, Nagy András, Lisztóczki Péter, Balogh András, Vajda Milán |
| Stúdió „K" Színház                                                     | Hű, de messze van Petuski! | Tamási Zoltán   | Tamási Zoltán, Kakasy Dóra, Homonnai Katalin |
| Móricz Zsigmond Színház                                                | Kasimir és Karoline        | Forgács Péter   | Avass Attila, Széles Zita, Horváth Sebestyén Sándor, Olt Tamás, Molnár Mariann, Dengyel Iván, Tóth Károly, Losonczi Kata, Jenei Judit, Petneházy Attila, Fellinger Domonkos, Gerle Andrea, Balogh Gábor, Kameniczky László, Kertész Zsolt, Kovács Péter, Pásztor Pál, Koblicska Kálmán, Szalma Noémi |
| Szputnyik Hajózási Társaság Modern Színház és Viselkedéskutató Intézet | Bérháztörténetek           | Bodó Viktor     | Fábián Gábor, Gera Marina, Koblicska Lőte, Szabó Zoltán, Tóth Simon Ferenc, Jankovics Péter, Hay Anna, Székely Rozi, Gyabronka József, Csákányi Eszter, Lukáts Andor, Pető Kata, Pálfalusi Zsolt, Téby Zita, Molnár Gusztáv |
| KoMa és ALKA.T                                                         | Fédra fitness              | Tasnádi István  | Csákányi Eszter, Jaskó Bálint, Scherer Péter, Zrinyi Gál Vince, Katona László, Bánki Gergely, Jelinek Erzsébet, Lass Bea |
| Szabadkai Népszínház                                                   | A Gézagyerek               | Bérczes László  | Pálfi Ervin, Vicei Natália, Csernik Árpád, Mess Attila, Kovács Frigyes, Szőke Attila, Szilágyi Nándor, Pesitz Mónika, G. Erdélyi Hermina, Ralbovszki Csaba, Körmöci Petronella |
| Tamási Áron Színház                                                    | A csoda                    | Bocsárdi László | Nemes Levente, D. Albu Annamária, Gajzágó Zsuzsa, Kicsid Gizella, Pálffy Tibor, Váta Lóránd, Nagy Alfréd, Molnár Gizella, Pal-Ferenczi Gyöngyi, Debreczi Kálmán, Diószegi Attila, Fazakas Mihály, Kolcsár József, Márton Lóránt, Mátray László, Nagy Lázár József |
| Forte Társulat                                                         | Kalevala                   | Horváth Csaba   | Mucsi Zoltán, Andrássy Máté, Földeáki Nóra, Mercs János, Varga Gabriella, Kádas József, Krisztik Csaba, Mészáros Tibor, Horváth Lajos Ottó, Vati Tamás, Blaskó Borbála, Túri Lajos Péter, Barta Dóra |

| Színház                                        | Előadás                   | Rendező            | Szereplők |
| ---------------------------------------------- | ------------------------- | ------------------ | --- |
| József Attila Színház                          | Az öreg hölgy látogatása  | Zsótér Sándor      | Zöld Csaba, Gieler Csaba, Lévay Viktória, Kocsis Judit, Méhes László, Szabó Kimmel Tamás, Friedenthál Zoltán, Maday Gábor, Dányi Krisztián, Ladányi Andrea, Blazsovszky Ákos, Vári-Kovács Péter, Sztarenki Pál, Tokai Tibor, Háda János, Ömböli Pál, Vándor Éva, Ullmann Mónika, Ferencz Bálint, Bárd Noémi Polli                                                               |
| Radnóti Színház                                | Asztalizene               | Bagossy László     | Csányi Sándor, Nagy Ervin, Wéber Kata, Szávai Viktória, Kovács Patrícia, Földi Ádám, Karalyos Gábor, Schneider Zoltán, Marjai Virág, Adorjáni Bálint |
| Gárdonyi Géza Színház                          | A nagyratörő              | Schruff Milán      | Bányai Miklós, Szegvári Menyhért, Görög László, Sata Árpád, Nagy András, Blaskó Balázs, Szabó Emília, Nagy Adrienn, Pálfi Zoltán, Kelemen Csaba, Lisztóczki Péter, Venczel Valentin, Vajda Milán, Tunyogi Péter, Safranek Károly, Balogh András, Várhelyi Dénes, Mészáros Máté, Vókó János, Szívós Győző, Tóth Levente, Fehér István, Horváth Ferenc, Hüse Csaba, Dér Gabriella |
| Csokonai Nemzeti Színház                       | Úri muri                  | Vidnyánszky Attila | Trill Zsolt, Cserhalmi György, Gáspár Tibor, Mercs János, Dánielfy Zsolt, Tenki Réka, Garay Nagy Tamás, Jámbor József, Andrássy Máté, Szűcs Nelli, Kristán Attila, Tóth László, Szűcs Kata, Varga József, Simó Krisztián, Nagy László Zsolt, Szabó Anna Eszter, Domareckaja Júlia, Szőke Norbert, Lőrincz Ágnes, Arany Zoltán, Figeczki Tamás, Pásku György                     |
| Pécsi Nemzeti Színház                          | Ivanov                    | Funk Iván          | Sólyom Katalin, Tóth András Ernő, Domonyai András, Ujláb Tamás, Rubind Péter, Benyovszky Tamás, Zayzon Zsolt, Darabont Mikold, N. Szabó Sándor, Pilinczes József, Unger Pálma, Szabó Vera, Széll Horváth Lajos, Füsti Molnár Éva, Köles Ferenc, Ottlik Ádám |
| Csiky Gergely Színház                          | Szabadaz Á!               | Réthly Attila      | Hornung Gábor, Szvath Tamás, Pásztor Pál, Vékes Csaba, Poroszlay Kristóf, Takács Géza, Molnár Gusztáv, Fándly Csaba, Rácz Panna, Lecső Péter, Urbanovits Krisztina, Német Mónika, Lugosi György, Czene Zsófia, Csányi Dávid |
| Pintér Béla és Társulata                       | A démon gyermekei         | Pintér Béla        | Friedenthál Zoltán, Pintér Béla, Quitt László, Roszik Hella, Szalontay Tünde, Szamosi Zsófia, Thuróczy Szabolcs |
| Bárka Színház                                  | Frankenstein-terv         | Mundruczó Kornél   | Spolarics Andrea, Rába Roland, Mezei Kinga, Wéber Kata, Tóth Orsolya, Derzsi János, Terhes Sándor, Stork Natasa, Orth Péter, Kiss Ágota |
| Pesti Magyar Színház                           | Hullámtörés               | Guelmino Sándor    | Soltész Bözse, ifj. Fillár István, Benkő Nóra, Hámori Ildikó, Sipos Imre, Gémes Antos, Szélyes Imre, Mihály Pál, Jegercsik Csaba |
| Móricz Zsigmond Színház                        | Fotel                     | Bodó Viktor        | Petneházy Attila, Balogh Gábor, Fábián Gábor, Illyés Ákos, Nagyidai Gergő, Vicei Zsolt, Gerle Andrea, Jenei Judit, Kuthy Patrícia, Fridrik Noémi, Szabó Márta, Avass Attila |
| KoMa Társulat                                  | Plazma                    | KoMa Társulat      | Polgár Péter, Jaskó Bálint, Zrinyi Gál Vince, Jelinek Erzsébet, Lass Bea |
| Kamara Savaria                                 | Czukor Show               | Dömötör Tamás      | Czukor Balázs, Simicz Sándor, Péter Kata, Vasvári Emese, Anger Zsolt, Szabados Mihály, Csonka Szilvia, Dömötör Tamás, Müllner Dóra, Endrődy Krisztián, Mátis Inez, Juhász Ádám, Balogh János, Vlahovics Edit, Németh Éva, Major Zsolt |
| Bárka Színház és Maladype Találkozások Színház | Vihar                     | Balázs Zoltán      | Kardos Róbert, Makranczi Zalán, Varjú Olga, Dévai Balázs, Tompos Kátya, Fátyol Kamilla, Kálid Artúr, Tompa Ádám, Bakos Éva, Fátyol Hermina |
| Tamási Áron Színház                            | Yvonne, burgundi hercegnő | Bocsárdi László    | Kicsid Gizella, Nemes Levente, Gajzágó Zsuzsa, Mátray László, Pálffy Tibor, Pal-Ferenczi Gyöngyi, Váta Lóránd, Kolcsár József, Molnár Gizella, Krizsovánszky Szidónia, Erdei Gábor, Botka László, Kőmíves Mihály, Veress László, László Károly, Fekete Mária, Ruszuly Éva, Magyarosi Imola, Fatma Mohamed, Darvas László                                                        |
| Kosztolányi Dezső Színház                      | Urbi et Orbi              | Urbán András       | Béres Márta, Erdély Andrea, Mikes Imre Elek, Mészáros Árpád |

| Színház                                         | Előadás                        | Rendező             | Szereplők |
| ----------------------------------------------- | ------------------------------ | ------------------- | --- |
| Csiky Gergely Színház                           | 56 06 / Őrült lélek vert hadak | Mohácsi János       | Boateng Sheila, Csapó Virág, Felhőfi-Kiss László, Gubás Gabi, Hornung Gábor, Husztóti István, Karácsony Tamás, Kocsis Pál, Kovács Zsolt, Lestyán Luca, Mester Szilvia, Mózes Balázs, Sárközi-Nagy Ilona, Nagy Imre, Nagy Viktor, Némedi Árpád, Patocskai Katalin, Pető Kata, Sebesi Tamás, Serf Egyed, Simon Viktória, Sipos Eszter Anna, Száger Zsuzsanna, Szentgyörgyi István, Székely György, Szula László, Tóth Géza, Tóth Richárd, Valcz Péter, Vékes Csaba                                                          |
| Örkény István Színház                           | Finito                         | Mácsai Pál          | Csuja Imre, Für Anikó, Pogány Judit, Lengyel Ferenc, Ficza István, Bíró Kriszta, Epres Attila, Egyed Attila, Debreczeny Csaba, Kerekes Viktória, Máthé Zsolt, Dömötör András |
| Katona József Színház                           | A karnevál utolsó éjszakája    | Zsámbéki Gábor      | Bezerédi Zoltán, Pálmai Anna, Ötvös András, Ujlaki Dénes, Bodnár Erika, Kocsis Gergely, Fullajtár Andrea, Nagy Ervin, Jordán Adél, Szirtes Ági, Máté Gábor, Máthé Erzsi, Friedenthál Zoltán, Dankó István, Herczeg Tamás, Kádas József |
| Pesti Színház                                   | Az ünnep                       | Eszenyi Enikő       | Varju Kálmán, Pindroch Csaba, Hegyi Barbara, Bodor Böbe, Hegedűs D. Géza, Halász Judit, Karácsonyi Zoltán, Fesztbaum Béla, Danis Lídia, Juhász István, Molnár Áron, Rajhona Ádám, Szatmári Liza, Majsai-Nyilas Tünde, Viszt Attila, Lincoln Pereira, Henrique Junior Mette, Mayer Szonja, Várkonyi Véda |
| Kecskeméti Katona József Színház                | Danton halála                  | Bodolay Géza        | Kőszegi Ákos, Király Attila, Andrádi Zsanett, Gidró Katalin, Jarábik Klára, Kertész Kata, Kéner Gabriella, Magyar Éva, Tóth-Pethő Orsolya, Pitz Melinda, Ádám Tamás, Báhner Péter, Bori Tamás, Fazekas Géza, Flórián Antal, Gulyás Zoltán, Hegedűs Zoltán, Kedvek Richárd, Kertész Richárd, Makranczi Zalán, Rimóczi István, Rubold Ödön, Sirkó László, Sorbán Csaba, Szarvas Attila, Szántó Péter, Széplaky Géza, Szokolai Péter, Basa István, Bognár Brigitta, Kovács Mihály, Látó Richárd, Marsa József                |
| Csokonai Nemzeti Színház                        | Liberté ’56                    | Vidnyánszky Attila  | Horváth Lajos Ottó, Csikos Sándor, Jámbor József, Trill Zsolt, Andrássy Máté, Varga Gabriella, Kóti Árpád, Szűcs Kata, Varga József, Tóth László, Dánielfy Zsolt, Földeáki Nóra, Wagner Lajos, Alekszandr Belozub, Nagy László Zsolt, Mercs János, Kádas József, Ivaskovics Viktor, Rácz József, Garay Nagy Tamás, Oláh Zsuzsa, Miske László, Vranyecz Artúr, Mészáros Tibor, Bakota Árpád, Krisztik Csaba, Kristán Attila, Újhelyi Kinga, Földes László (Hobo), Boros György, Márkus Luca, Pál Eszter, Kiss Gergely Máté |
| Illyés Gyula Színház és Zsámbéki Színházi Bázis | Halál-álom                     | Vladislav Troickij  | Kacsur Andrea, Orosz Ibolya, Vass Magdolna, Kacsur András, Ivaskovics Viktor, Rácz József, Szabó Imre, Sőtér István, Orosz Melinda, Katkó Ferenc, Béres Ildikó, Ferenci Attila |
| Pécsi Nemzeti Színház                           | A Senák                        | Balikó Tamás        | Zayzon Zsolt, Darabont Mikold, Unger Pálma, Fekete Zoltán, Bogdány Bálint, Lipics Zsolt, Tóth András Ernő, Pilinczes József, Köles Ferenc, Ujláb Tamás |
| Kolozsvári Állami Magyar Színház                | Hosszú péntek                  | Tompa Gábor         | Dimény Áron, Péter Hilda, Orbán Attila, Bodolai Balázs, Györgyjakab Enikő, Bogdán Zsolt, Molnár Levente, Galló Ernő |
| Gárdonyi Géza Színház                           | A párnaember                   | Dömötör András      | Kaszás Gergő, Mészáros Máté, Gál Kristóf, Schruff Milán |
| Bárka Színház                                   | Szentivánéji álom              | Alföldi Róbert      | Ilyés Róbert, Varga Anikó, Bakos Éva, Makranczi Zalán, Dévai Balázs, Szorcsik Kriszta, Parti Nóra, Tompos Kátya, Kálid Artúr, Spolarics Andrea, Lázár Kati, Gados Béla, Kardos Róbert, Ollé Erik, Pásztor Tibor, Horváth Kristóf, Gergye Krisztián, Fátyol Kamilla, Szabó Gábor, Törőcsik Tamás, Marofka Mátyás, Barta Árpád |
| Gárdonyi Géza Színház                           | Tangó                          | Radoslav Milenković | Vajda Milán, Mészáros Sára, Venczel Valentin, Nádasy Erika, Bozó Andrea, Rácz János, Blaskó Balázs |
| Móricz Zsigmond Színház                         | A kétfejű fenevad              | Koltai M. Gábor     | Avass Attila, Balogh Gábor, Fazekas István, Fellinger Domonkos, Gyuris Tibor, Horváth László Attila, Illyés Ákos, Losonczi Kata, Nagyidai Gergő, Olt Tamás, Szabó Márta, Tóth Károly |
| Miskolci Nemzeti Színház                        | Legenda a lóról                | Krámer György       | Hunyadkürti István, Bodor Németi Gyöngyi, Keresztes Tamás, Szegedi Dezső, Fandl Ferenc, Lukács Gábor, Homonai István, Baj László, Pap Lívia, Fűzi Attila, Irlanda Gergely, Ramocsa Emese, Lukács Ádám, Simonfi Adrienn, Gál Lóránt, Bányai Mirjam |

| Színház                                          | Előadás                  | Rendező                      | Szereplők |
| ------------------------------------------------ | ------------------------ | ---------------------------- | --- |
| Újszínház                                        | Közeleg az idő           | Vidnyánszky Attila           | Györgyi Anna, Rudolf Péter, Gáspár Sándor, Pálfi Kata, Fodor Annamária, Nagy Mari |
| Pécsi Harmadik Színház                           | A Gézagyerek             | Vincze János                 | Széll Horváth Lajos, Koszta Gabriella, Krum Ádám, Nagy Bandó András, Németh János, László Csaba, Bánky Gábor, Bacskó Tünde, Tamás Éva, Krasznói Klára, Ujláb Tamás |
| Pintér Béla és Társulata                         | Anyám orra               | Pintér Béla                  | Enyedi Éva, Szamosi Zsófia, Nagy Ervin, Bencze Sándor "QPA", Pintér Béla, Quitt László, Thuróczy Szabolcs |
| Kolozsvári Állami Magyar Színház                 | Woyzeck                  | Mihai Măniuţiu               | Bogdán Zsolt, Kézdi Imola, Bács Miklós, Bíró József, Salat Lehel, Hatházi András, Dimény Áron, Orbán Attila, Sinkó Ferenc, Molnár Levente, Laczkó Vass Róbert, Galló Ernő, Buzási András, Fogarasi Alpár |
| Örkény István Színház                            | Nő a múltből             | Ascher Tamás                 | Széles László, Für Anikó, Kerekes Éva, Polgár Csaba, Járó Zsuzsa |
| Budapesti Kamaraszínház és Esztergomi Várszínház | Médeia                   | Victor Ioan Frunza           | Töreky Zsuzsa, Horányi László, Cs. Németh Lajos, Szakács Eszter, Csadi Zoltán |
| Krétakör Színház és Thália Színház               | Peer Gynt                | Zsótér Sándor                | Csákányi Eszter, Gyabronka József, Péterfy Bori, Sárosdi Lilla, Nagy Zsolt, Láng Annamária, Rába Roland, Katona László |
| Vörösmarty Színház                               | Csongor és Tünde         | Vladiszlav Troickij          | Száraz Dénes, Szűcs Kata, Juhász Illés, Bodnár Vivien, Závodszky Noémi, Palla Szabina, Budaházy Árpád, Gulyás Sándor, Madár Tamás, Drahota Andrea, Bata János, Szabó Gyula, Kozáry Ferenc, Jónás Andrea, Király Ancsa |
| Miskolci Nemzeti Színház                         | Agyő Európa, Európa agyő | Paolo Magelli                | Barta Mária Viola, Bősze György, Fandl Ferenc, Halmágyi Sándor, Homonai István, Hunyadkürti István, Kaszás Géza, Kerekes Valéria, Máhr Ágnes, Müller Júlia, Szirbik Bernadett, Varga Andrea, Varga Klára |
| Csiky Gergely Színház                            | Veszett fejsze           | Mohácsi János                | Tóth Eleonóra, Kocsis Pál, Pető Kata, Felhőfi-Kiss László, Varga Zsuzsanna, Gyuricza István, Horváth Eszter, Szvath Tamás, Lugosi György, Kovács Zsuzsanna, Nagy Viktor |
| Bárka Színház és Maladype Színház                | Empedoklész              | Balázs Zoltán                | Kálid Artúr, Horváth Kristóf, Dévai Balázs, Oláh Zoltán, Bakos Éva, Varjú Olga, Soltész Bözse, Parti Nóra, Fátyol Kamilla, Szabó Gábor, Fátyol Hermina, Tompa Ádám |
| Móricz Zsigmond Színház                          | Esztrád sokk             | Bodó Viktor                  | Gerle Andrea, Pregitzer Fruzsina, Széles Zita, Avass Attila, Fábián Gábor, Illyés Ákos, Koblicska Kálmán, Petneházy Attila, Viczei Zsolt |
| Csiky Gergely Színház                            | Tűzoltó                  | Molnár Keresztyény Gabriella | Pál András, Patocskai Katalin, Antal Márta |
| Katona József Színház                            | Troilus és Cressida      | Silviu Purcărete             | Olsavszky Éva, Lengyel Ferenc, Keresztes Tamás, Mészáros Béla, Takátsy Péter, Ötvös András, Czakó Klára, Haumann Péter, Ujlaki Dénes, Elek Ferenc, Nagy Ervin, Tóth Zoltán, Hajduk Károly, Kun Vilmos, Kocsis Gergely, Koloszár András, Novák Kristóf, Bezerédi Zoltán, Polgár Csaba, Rakotomalala Mirjam, Tóth Anita, Rezes Judit |

| Színház                                                  | Előadás                             | Rendező            | Szereplők |
| -------------------------------------------------------- | ----------------------------------- | ------------------ | --- |
| Katona József Színház                                    | Médeia                              | Zsámbéki Gábor     | Fullajtár Andrea, Máté Gábor, Bezerédi Zoltán, Szirtes Ági, Szacsvay László, Elek Ferenc, Bodnár Erika, Pelsőczy Réka, Tóth Anita, Hajduk Károly |
| Gyulai Várszínház és Illyés Gyula Magyar Nemzeti Színház | Tóték                               | Vidnyánszky Attila | Trill Zsolt, Tóth László, Szűcs Nelli, Orosz Melinda, Rácz József, Sőtér István, Kacsur András, Béres Ildikó, Varga József, Szabó Imre, Ivaskovics Viktor, Ferenczi Attila, Kristán Attila, Gál Natália, Vass Magdolna, Orosz Ibolya |
| Krétakör Színház                                         | FEKETEország                        | Schilling Árpád    | Bánki Gergely, Csákányi Eszter, Gyabronka József, Katona László, Láng Annamária, Mucsi Zoltán, Nagy Zsolt, Péterfy Bori, Rába Roland, Sárosdi Lilla, Terhes Sándor, Tilo Werner, Tóth Attila |
| Csiky Gergely Színház                                    | A maratonfutók tiszteletkört futnak | Keszég László      | Hunyadkürti György, Kovács Zsolt, Gyuricza István, Znamenák István, Nagy Viktor, Pető Kata, Nyári Oszkár, Sarkadi Kiss János, Márton Eszter, Szvath Tamás |
| Jászai Mari Színház                                      | A negyedik kapu                     | Novák Eszter       | Avass Attila, Chován Gábor, Derzsi János, Egyed Attila, Fazekas István, Honti György, Magyar Attila, Szabó Zoltán, Tóth Ildikó, Wéber Kata |
| Katona József Színház                                    | "Ledarálnakeltűntem"                | Bodó Viktor        | Keresztes Tamás, Dankó István, Fekete Ernő, Jordán Adél, Kovács Lehel, Kun Vilmos, Lengyel Ferenc, Mészáros Béla, Nagy Ervin, Olsavszky Éva, Rajkai Zoltán, Rezes Judit, Takátsy Péter, Tasnádi Bence, Borbély Alexandra, Vajdai Vilmos |
| Radnóti Színház                                          | IV. Henrik                          | Stefano de Luca    | Keres Emil, Szervét Tibor, Kováts Adél, Kiss Diána Magdolna, Epres Attila, Karalyos Gábor, Kocsó Gábor, Schneider Zoltán, Lengyel Tamás, Mészáros Tamás |
| Pintér Béla és Társulata                                 | A Sütemények Királynője             | Pintér Béla        | Enyedi Éva, Deák Tamás, Thuróczy Szabolcs, Tóth József, Csatári Éva, Szalontay Tünde, Pintér Béla, Quitt László, Bencze Sándor "QPA", Friedenthál Zoltán |
| Móricz Zsigmond Színház                                  | Hajszál híján                       | Forgács Péter      | Avass Attila, Széles Zita, Nagyidai Gergő, Sándor Júlia, Juhász Éva |
| Katona József Színház                                    | Adrienne (Adrienne Lecouvreur)      | Zsótér Sándor      | Börcsök Enikő, Szarvas Attila, Szokolai Péter, Balogh Erika, Fazekas Géza, Kertész Kata, Makranczi Zalán, Tóth-Pethő Orsolya, Báhner Péter, Kertész Richárd |
| Jászai Mari Színház és Móricz Zsigmond Színház           | Szerelem                            | Novák Eszter       | Hetey László, Csomós Mari, Tóth Ildikó, Kovács Vanda, Gidró Katalin, Győrffy András, Chován Gábor, Szabó Zoltán, Varga Zoltán, Szabó Tünde, Magyar Attila, Poroszlay Gergő, Drajkó Júlia |
| Budapesti Kamaraszínház                                  | Anna Karenina                       | Kiss Csaba         | Györgyi Anna, Kulka János, Haás Vander Péter, Tímár Éva, Kerekes József, Nagy Enikő, Bacsa Ildikó, Benke Kristóf, Penke Bence |
| Örkény István Színház                                    | Sirály                              | Mácsai Pál         | Kerekes Éva, Czukor Balázs, Végvári Tamás, Hámori Gabriella, Csuja Imre, Pogány Judit, Járó Zsuzsa, Széles László, Gálffi László, Máthé Zsolt, Pletl Zoltán |
| Tamási Áron Színház                                      | Médeia                              | Mihai Măniuțiu     | Bicskei Zsuzsa, Kicsid Gizella, Péter Hilda, Pálffy Tibor, Nemes Levente, Szabó Tibor, Váta Lóránd, Ilyés Ágota, Dénes Dániel, Diószegi Attila, Fazakas Misi, Fekete Mária, Kolcsár József, Márton Lóránt, Mátray László, Nagy Alfréd |
| Tamási Áron Színház                                      | Jóembert keresünk!                  | Bocsárdi László    | Kicsid Gizella, Szabó Tibor, Váta Lóránd, Mátray László, Péter Hilda, Pálffy Tibor, Szabó Enikő, Veress László, Nagy Alfréd, Diószegi Attila, D. Albu Annamária, Debreczi Kálmán, Fazakas Mihály, Nagy Kopeczky Kálmán, Prezsmer Boglárka, Botka László, Molnár Gizella, Márton Lóránt, Nagy József, Kolcsár József, Dósa Attila, Farkas Csaba, Kecskés István, Orbán István, Varga Béla, Szávuly Tamás, Rácz Zsombor |
| Bárka Színház                                            | Stuart Mária                        | Zsótér Sándor      | Spolarics Andrea, Balázs Zoltán, Varga Gabriella, Gados Béla, Horváth Kristóf, Varga Anikó, Ollé Erik, Kiss Réka Judit, Varga Gabriella |

| Színház                          | Előadás                   | Rendező            | Szereplők |
| -------------------------------- | ------------------------- | ------------------ | --- |
| Újszínház                        | Roberto Zucco             | Vidnyánszky Attila | Pálfi Kata, Gosztonyi János, Schramek Andrea, Mihályi Orsolya, Fülöp József, Hirtling István, Varga József, Trill Zsolt, Bánsági Ildikó, Kovalik Ágnes, Botos Éva, Huszár Zsolt, Dengyel Iván, Nagy Mari, Nagy Zoltán, Takács Katalin, Jankovics Péter |
| Móricz Zsigmond Színház          | Három madár               | Forgács Péter      | Kokics Péter, Szabó Zoltán, Wéber Kata, Széles Zita, Avass Attila, Gerle Andrea, Jenei Judit, Chován Gábor, Kasvinszki Attila |
| Krétakör Színház                 | Siráj                     | Schilling Árpád    | Csákányi Eszter, Gyabronka József, Nagy Zsolt, Láng Annamária, Tilo Werner, Terhes Sándor, Scherer Péter, Péterfy Bori, Sárosdi Lilla, Katona László |
| Katona József Színház            | Fekete tej                | Gorthár Péter      | Szandtner Anna, Kocsis Gergely, Szirtes Ági, Lengyel Ferenc, Bertalan Ágnes, Csomós Mari, Ujlaki Dénes |
| Csiky Gergely Színház            | Csak egy szög             | Mohácsi János      | Antal Mária, Balla Eszter, Felhőfi-Kiss László, Gothár Márton, Hornung Gábor, Horváth Eszter, Horváth Zita, Hunyadkürti György, Kalmár Tamás, Kántor Anita, Karácsony Tamás, Kaszás Ágnes, Kecskés Krisztina, Kelemen József, Kocsis Pál, Anna G. Margit, Kovács Márton, Kovács Zsuzsanna, Kőrösi András, Lázár Kati, Lecső Péter, Lugosi György, Mester Szilvia, Némedi Árpád, Német Mónika, Rusznyák Gábor, Sarkadi Kiss János, Sebesi Tamás, Serf Egyed, Szentgyörgyi István, Szvath Tamás, Tóth Béla, Tóth Eleonóra, Tóth Géza, Tóth Ildikó, Varga Zsuzsanna, Váradi Szabolcs |
| Bárka Színház                    | Theomachia                | Balázs Zoltán      | Béres Ilona, Horváth Kristóf, Szikszai Rémusz, Spolarics Andrea, Varga Gabriella, Soltész Bözse, Kardos Róbert, Egyed Attila, Ollé Erik, Dévai Balázs, Nagy Gábor |
| Pécsi Harmadik Színház           | Macskajáték               | Vincze János       | Vári Éva, Tordai Teri, Szakács Eszter, Töreky Zsuzsa, Stubendek Katalin, Bereczki Júlia, Ujlaki László, Dóka Andrea |
| Nemzeti Színház                  | Buborékok                 | Jordán Tamás       | Blaskó Péter, Udvaros Dorottya, Marton Róbert, Orth Péter, Nemes Wanda, Gerlits Réka, Rátóti Zoltán, Varga Mária, Hollósi Frigyes, Stohl András, Söptei Andrea, Újvári Zoltán, Szabó Kimmel Tamás, Andai Kati, Kézdy György, Szöllősi Zoltán, Kassai László, Páder Petra, Bajomi Nagy György, Juhász Éva |
| Újvidéki Színház                 | Via Italia                | Mezei Kinga        | Puskás Zoltán, Nagypál Gábor, Kovács Nemes Andor, Balázs Áron, Ferenc Ágota, Varga Tamás, Huszta Dániel, Pongó Gábor, Elor Emina, Molnár Róbert |
| Hevesi Sándor Színház            | A Herner Ferike faterja   | Pinczés István     | Kiss Ernő, Kricsár Kamill, Szegezdi Róbert, György János, Jurina Beáta, Andics Tibor, Köves Dóra |
| Katona József Színház            | Ivanov                    | Ascher Tamás       | Fekete Ernő, Tóth Ildikó, Nagy Ervin, Csoma Judit, Jordán Adél, Máté Gábor, Szirtes Ági, Bán János, Olsavszky Éva, Bezerédi Zoltán, Kun Vilmos, Morvay Imre, Vajdai Vilmos, Czakó Klára, Mészáros Iván, Rajkai Zoltán |
| Kolozsvári Állami Magyar Színház | Jaques, avagy a behódolás | Tompa Mihály       | Hatházi András, Kézdi Imola, Boér Ferenc, Borbáth Júlia, Senkálszky Endre, Mende Gaby, Bozsó Péter, Albert Csilla, Csíky András, Panek Kati |
| Mikroszkóp Színpad               | A Mikroszkóp fantomja     | Sas József         | Sas József, Beregi Péter, Heller Tamás, Aradi Tibor, Bősze Péter, Varga Ferenc József |
| Szigligeti Színház               | A Karamazov testvérek     | Telihay Péter      | Harsányi Attila, Horváth Lajos Ottó, Mihályfi Balázs, Seress Zoltán |
| Vígszínház                       | A kaukázusi krétakör      | Zsótér Sándor      | Básti Juli, Börcsök Enikő, Venczel Vera, Harkányi Endre, Hegedűs D. Géza, Sarádi Zsolt, Szamosi Zsófia, Tanai Bella, Tóth Attila |

| Színház                   | Előadás                         | Rendező        | Szereplők |
| ------------------------- | ------------------------------- | -------------- | --- |
| Nagyváradi Állami Színház | Rokonok                         | Bodolay Géza   | Kardos M. Róbert, Firtos Edit, Ács Tibor, Medgyesfalvy Sándor, Hajdu Géza, Dimény Levente, ifj. Kovács Levente, Dobos Imre, Molnos András Csaba, Csatlós Lóránt, Kiss Csaba, Kovács Enikő, Orbán Attila, Laczó Júlia, Borsos Barna |
| Budapesti Kamaraszínház   | Az utolsó tangó Párizsban       | Szikora János  | Balikó Tamás, Verebes Linda, Dózsa Zoltán, Hayth Zoltán, Kóti Kati, Bódis Irén, Osir Liliana |
| Móricz Zsigmond Színház   | Vízkereszt, vagy amit akartok   | Novák Eszter   | Kasvinszki Attila, Szabó Zoltán, Gyuris Tibor, Farkas László, Egyed Attila, Avass Attila, Honti György, Sás Péter, Chován Gábor, Simon Andrea, Wéber Kata |
| Pécsi Nemzeti Színház     | Az imposztor                    | Hargitai Iván  | Jordán Tamás, Rázga Miklós, N. Szabó Sándor, Fábián Anita, Bajomi Nagy György, Unger Pálma, Pilinczes József, Sólyom Katalin, Mészáros Sára, Harsányi Attila, Bánky Gábor, Köles Ferenc, Ottlik Ádám, Németh János, Krizsik Alfonz, Ujláb Tamás, Domonyai András, Tadics Ágnes, Benyovszky Tamás |
| Radnóti Színház           | Az ördög                        | Forgács Péter  | Csányi Sándor, Gubás Gabi, Schneider Zoltán, Bálint András, Szávai Viktória, Kocsó Gábor |
| Gárdonyi Géza Színház     | Valahol Európában               | Béres Attila   | Kaszás Gergő, Kovács Patrícia, Csendes László, Mészáros Máté, Venczel Valentin, Mezei Bence, Fekete Márton, Pintér Imre, Balogh András, Horváth Ferenc, Rácz János, Lisztóczki Péter, Kiss Gabriella, Lázár Evelin, Csíki Hajnalka, Takács Márton, Liktor Balázs, Ágoston Péter, Kovács Bálint, Szeleczki János, Pajtás Dávid, Blaskó Bálint, Szarvassy Csaba Zsolt, Poczik Andrea, Ivády Erika, Podlovics Lajos, Tóth Levente, Kakó Zsolt, Ágoston Katalin, Szabó Tibor, Plósz Dániel, Mezei Ágnes, Lázár Olivér, Tuza Tamás |
| Katona József Színház     | Top Dogs                        | Bagossy László | Tóth Ildikó, Fekete Ernő, Ónodi Eszter, Rajkai Zoltán, Pelsőczy Réka, Rezes Judit, Szabó Győző, Vajdai Vilmos, Takátsy Péter |
| Madách Kamara             | Jelenetek egy kivégzésből       | Mácsai Pál     | Udvaros Dorottya, Rátóti Zoltán, Gálffi László, Dunai Tamás, Végvári Tamás, Für Anikó, Pikali Gerda, Szűcs Gábor, Lesznek Tibor, Bíró Kriszta, Crespo Rodrigo, Honti György |
| Radnóti Színház           | Medeia                          | Zsótér Sándor  | Csányi Sándor, Csomós Mari, Martin Márta, Moldvai Kiss Andrea, Kocsó Gábor, Molnár Erika, Schneider Zoltán, Hámori Gabriella |
| Budapesti Kamaraszínház   | Rose                            | Ilan Eldad     | Vári Éva |
| Hevesi Sándor Színház     | Úri muri                        | Bagó Bertalan  | Ilyés Róbert, Egri Kati, Meisitz Fáni, Gáspár Sándor, Farkas Ignác, Kiss Ernő, Zalányi Gyula, Kató Balázs, Vankó Dániel, Kricsár Kamill, S. Kovács Krisztián, Mihály Péter, Gábor László, Andics Tibor, Prezenszki Attila, György János, Derecskei Zsolt, Szakály Aurél, Ecsedi Erzsébet, Szél Szabina, Bíró Marianna |
| Szabadkai Népszínház      | Nem fáj                         | Ilan Eldad     | Kalmár Zsuzsa, Karna Margit, Katkó Ferenc, Kovács Frigyes, Mess Attila, Pálfi Ervin, Pesitz Mónika, Ralbovszki Csaba, Szilágyi Nándor, Sziráczky Katalin, Szőke Attila, Vicei Natália |
| Veszprémi Petőfi Színház  | Hazatérés Dániába               | Kiss Csaba     | Gáti Oszkár, Karalyos Gábor, Kolti Helga, Szakács László, Benczédi Sándor, Kiss T. István, Borsos Beáta, Kanda Pál, Háromszéki Péter, Palásthy Bea, Kőrösi Csaba, Deme Róbert, Cservenák Vilmos, Lukács József |
| Katona József Színház     | Az idióta                       | Máté Gábor     | Fekete Ernő, Ónodi Eszter, Nagy Ervin, Ujlaki Dénes, Bodnár Erika, Szamosi Zsófia, Szandtner Anna, Rezes Judit, Tóth Zoltán, Bezerédi Zoltán, Kocsis Gergely, Haumann Péter, Kiss Eszter, Mészáros Béla, Fenyő Iván, Rajkai Zoltán, Szabó Győző |
| Budapesti Kamaraszínház   | Bűn és bűnhődés a rácsok mögött | Sopsits Árpád  | László Zsolt, Bertók Lajos, Janicsek Péter, Törköly Levente, Kovács Ferenc, Torma István, Bozsó Péter, Hayth Zoltán, Karácsonyi Zoltán, Földi Tamás, Lovai Tibor |
| Csiky Gergely Színház     | Egerek és emberek               | Kelemen József | Gula Péter, Lecső Péter, Hunyadkürti György, Szula László, Lugosi György, Znamenák István, Száger Zsuzsanna, Kalmár Tamás, Tóth Richárd, Nyári Oszkár |

| Színház                          | Előadás                         | Rendező            | Szereplők |
| -------------------------------- | ------------------------------- | ------------------ | --- |
| Kecskeméti Katona József Színház | Don Juan                        | Bodolay Géza       | Kaszás Attila, Epres Attila, Balogh Erika, Bori Tamás, Fazakas Géza, Rubold Ödön, Bori Tamás, Magyar Éva, Horváth Erika, Szokolai Péter, Széplaky Géza, Kertész Richárd, Sirkó László, Báhner Péter, Marsa József |
| Radnóti Színház                  | A kripli                        | Gothár Péter       | Csomós Mari, Kulka János, Lengyel Tamás, Schell Judit, Wéber Kata, Szombathy Gyula, Adorjáni Bálint, Schneider Zoltán |
| Komáromi Jókai Színház           | Tartuffe                        | Telihay Péter      | |
| Madách Színház                   | A testőr                        | Kolos István       | Mácsai Pál, Kerekes Éva, Végvári Tamás, Pásztor Erzsi, Szécsi Dorottya, Lesznek Tibor, Máthé Zsolt, Bíró Kriszta |
| Csokonai Nemzeti Színház         | A Gézagyerek                    | Pinczés István     | Maday Gábor, Zubor Ágnes, Miske László, Kóti Árpád, Bakota Árpád, Porcsin László, Szoták Andrea, Krizsik Alfonz, Szántó Valéria, Jámbor József, Kelemen Tímea |
| Krétakör Színház                 | W – munkáscirkusz               | Schilling Árpád    | Nagy Zsolt, Láng Annamária, Terhes Sándor, Bánki Gergely, Péterfy Bori, Sárosdi Lilla, Viola Gábor, Katona László |
| Pesti Magyar Színház             | Téli rege                       | Vidnyánszky Attila | Kaszás Attila, Mihályi Győző, Sipos Imre, Csurka László, Rancsó Dezső, Izsóf Vilmos, Kállai Ferenc, ifj. Jászai László, Jegercsik Csaba, Bede-Fazekas Szabolcs, Szatmári Attila, Szűcs Sándor, Gyürki István, Friedenthál Zoltán, Kubik Anna, Ruttkay Laura, Varga Mária, Hegyesi Leó Zajzon, Laczó Péter, Penke Bence, Bíró Szilvia, Tóth Bernadett, Fornvald Andrea, Salai Nóra |
| Katona József Színház            | Szent György és a Sárkány       | Zsámbéki Gábor     | Törőcsik Mari, Fekete Ernő, Nagy Ervin, Bertalan Ágnes, Lengyel Ferenc, Szandtner Anna, Haumann Péter, Lukáts Andor, Tóth Ildikó, Ujlaki Dénes, Bodnár Erika, Kun Vilmos, Takátsy Péter, Rezes Judit, Kocsis Gergely, Szabó Győző, Pelsőczy Réka, Ónodi Eszter, Elek Ferenc, Kiss Eszter, Dévai Balázs, Tóth Zoltán                                                               |
| Miskolci Nemzeti Színház         | Tizenkét dühös ember            | Peter Hacket       | Kiss László, Lukács Gábor, Szegedi Dezső, Kiss József, Bartus Gyula, Chajnóczki Balázs, Vida Péter, Schlanger András, Kulcsár Imre, Fandl Ferenc, Varga Gyula, Kanda Pál, Szitás Barbara |
| Tamási Áron Színház              | Ilja Próféta                    | Bocsárdi László    | Pálffy Tibor, Péter Hilda, Benő Kinga, Bartha Boróka, Pál Ferenczi Gyöngyi, Szabó Tibor, Váta Lóránd, Nagy Alfréd, Diószegi Attila, Márton Lóránt, Fazakas Misi, D. Albu Annamária, B. Angi Gabriella, Nemes Levente, Mátray László, Nagy Lázár József |
| Újszínház                        | A csoda alkonya                 | Réthly Attila      | Vass György, Pápai Erika, Balla Eszter, Kőrösi András, Sás Péter, Derzsi János, Nagy Zoltán, Botos Éva, Almási Sándor, Kecskés Karina, Ráckevei Anna, Dengyel Iván, Boldizsár Tünde, Polgár Csaba, Váradi Patrik, Solecki Janka, Bánfalvi Eszter |
| Szegedi Nemzeti Színház          | Galilei élete                   | Zsótér Sándor      | Király Levente, Bognár Gyöngyvér, Farkas Andrea, Pataki Ferenc, Sarádi Zsolt, Marton Róbert, Herczeg Zsolt, Janik László, Gömöri Krisztián, Borovics Tamás, Galkó Bence |
| Csiky Gergely Színház            | Erdő                            | Ascher Tamás       | Molnár Piroska, Gryllus Dorka, Znamenák István, Dányi Krisztián, Anger Zsolt, Gyuricza István, Lázár Kati, Némedi Árpád, Lecső Péter, Kocsis Pál, Kovács Zsolt |
| Pécsi Nemzeti Színház            | A revizor                       | Bagossy László Jr. | Bezerédi Zoltán, Füsti Molnár Éva, Simon Andrea, N. Szabó Sándor, Krum Ádám, Rázga Miklós, Stenczer Béla, Lipics Zsolt, Bánky Gábor, Széles László, Urbán Tibor, Weber Kristóf, Pilinczes József, Köles Ferenc, Tadics Ágnes, Benyovszky Tamás, Bajomi Nagy György |
| Budapesti Kamaraszínház          | Bűn és bűnhődés a rácsok mögött | Sopsits Árpád      | László Zsolt, Bertók Lajos, Janicsek Péter, Törköly Levente, Kovács Ferenc, Torma István, Bozsó Péter, Hayth Zoltán, Karácsonyi Zoltán, Földi Tamás, Lovai Tibor |
| Vígszínház                       | Pájinkás János                  | Forgács Péter      | Szegedi Dezső, Gyuriska János, Buza Tímea, Majsai-Nyilas Tünde, Fesztbaum Béla, Hujber Ferenc, Hajdu István (Steve), Sztankay Orsolya, Csőre Gábor, Pap Vera, Oroszlán Szonja |

| Színház                                          | Előadás                | Rendező         | Szereplők |
| ------------------------------------------------ | ---------------------- | --------------- | --- |
| Csiky Gergely Színház                            | Megbombáztuk Kaposvárt | Mohácsi János   | Anger Zsolt, Bezerédi Zoltán, Ébl Helga, Fila Balázs, Kőrösi András, Lugosi György, Nagy Viktor, Serf Egyed, Hatvani Mónika, Szula László, Hunyadkürti György, Karácsony Tamás, Szvath Tamás, Tóth Eleonóra, Kelemen József, Kocsis Pál, Kósa Béla, Tóth Richárd, Varga Zsuzsanna, Kovács Zsolt, Znamenák István, Anna G. Margit |
| Katona József Színház                            | A színházcsináló       | Gothár Péter    | Haumann Péter, Szirtes Ági, Kocsis Gergely, Pelsőczy Réka, Lengyel Ferenc, Dányi Rita, Virág Eszter |
| Pécsi Nemzeti Színház                            | Pillantás a hídról     | Szikora János   | Bubik István, Füsti Molnár Éva, Melkvi Bea, Balikó Tamás, Vidákovics Szláven, Márton András, Németh János |
| Krétakör Színház                                 | Liliom                 | Schilling Árpád | Nagy Zsolt, Láng Annamária, Csákányi Eszter, Péterfy Bori, Katona László, Bánki Gergely, Terhes Sándor, Rába Roland, Sárosdi Lilla |
| Pintér Béla és Társulata                         | A sehova kapuja        | Pintér Béla     | Friedenthál Zoltán, Pintér Béla, Szalontay Tünde, Balogh Margit, Csatári Éva, Thuróczy Szabolcs, Enyedi Éva, Bencze Sándor "QPA", Baranyi Szilvia, Nagy-Abonyi Sarolta, Keszég László, Adorjáni Bálint |
| Merlin Színház                                   | Szentivánéji álom      | Csányi János    | Kulka János, Udvaros Dorottya, Kaszás Gergő, Mucsi Zoltán, Scherer Péter, Tóth József, Széles László, Gazdag Tibor, Szabó Győző, Murányi Tünde, Vasvári Emese, Fekete Ernő |
| Csiky Gergely Színház                            | Platonov               | Rusznyák Gábor  | Bodor Erzsébet, Nagy Viktor, Fekete Katalin, Bezerédi Zoltán, Anger Zsolt, Szarvas József, Urbanovits Krisztina, Keszég László, Horváth Zita, Tóth Béla, Szula László, Anna G. Margit, Baksa Imre, Lugosi György |
| Vígszínház                                       | Nóra                   | Marton László   | Hegedűs D. Géza, Eszenyi Enikő, Benedek Miklós, Kiss Mari, Gálffi László, Szatmári Liza, Buza Tímea |
| Színház- és Filmművészeti Egyetem (Ódry Színpad) | Alkésztisz             | Stefano De Luca | Dolmány Attila, Hámori Gabriella, Kovács Martina, Lengyel Tamás, Szamosi Zsófia, Tóth Attila |
| Kecskeméti Katona József Színház                 | A bohóc                | Bodolay Géza    | Kertész Kata, Hegedűs Zoltán, Bori Tamás, Balogh Erika, Szokolay Péter, Kéner Gabriella, Kancsár József, Danyi Judit, Epres Attila, Őze Áron, Magyar Éva, Kniesz Viktor Máté, Domján Sándor, Berki Zoltán, Kis Balázs, Varga Zoltán |
| Móricz Zsigmond Színház                          | Néró, szerelmem        | Horváth Csaba   | Ladányi Andrea, Gazsó György |
| Hevesi Sándor Színház                            | Rómeó és Júlia         | Ruszt József    | Hertelendy Attila, Szegezdi Róbert, Vankó Dániel, Rimóczi István, György János, Kató Balázs, Szakály Aurél, Kiss Szilvia, Nagy Cili, Ecsedi Erzsébet |
| Szigligeti Színház                               | Amadeus                | Szikora János   | Darvas Iván, Alföldi Róbert, Létay Dóra, Czibulás Péter, ifj. Ujlaky László, Zelei Gábor, Mészáros István, Vida Péter, Gombos Judit, Császár Gyöngyi, Czakó Jenő, Kővári Eszter Sára, Keszei Borbála, Molnár László, Horváth Gábor |
| Hevesi Sándor Színház                            | A salemi boszorkányok  | Bagó Bertalan   | Szakály Aurél, Rimóczi István, Kiss Dóra, Balanyi Rózsa, Vankó Dániel, Varga Zsolt, Janklovics Péter, S. Kovács Krisztián, Strázsai Julianna, Farkas Ignác, Pap Lujza, Tisza Anita, Kiss Borbála, Szél Szabina, Nagy Cili, Köves Dóra, Ilyés Róbert, Tánczos Adrienn, Kiss Ernő, Zalányi Gyula, Gábor László, Tallián Mariann, Szegezdi Róbert, Wellmann György, Jurina Beáta, György János, Mester Edit, Ecsedi Erzsébet, Andics Tibor |
| Budapesti Kamaraszínház – Tivoli                 | Amerikai Elektra       | Tordy Géza      | Tordy Géza, Kováts Adél, Horváth Lajos Ottó, Alföldi Róbert, Horváth Lili, Bozsó Péter, Juhász Réka, Gombos Judit |

## Díjazottak
A fesztivál első 13 éve alatt 22-en kaptak egynél több díjat. A legtöbb díjat – összesen ötöt – Mohácsi János (2001, 2006, 2011, 2012, 2014) vehette át, amelyből hármat a legjobb rendezésért kapott. Ketten kaptak három díjat: Zsótér Sándor (2003, 2004, 2008), Ascher Tamás pedig kétszer (2009, 2014) a legjobb rendezésért, valamint Helmut Stürmer (2006-ban kétszer, 2012) a legjobb jelmezért és díszletért. Legjobb díszletért ezen felül még Khell Csörsz (2002, 2007), Khell Zsolt (2004, 2009), Ambrus Mária (2003, 2010) és Bagossy Levente (2005, 2008) érdemelt két különböző évben is első helyezést. Legjobb jelmezért Nagy Fruzsina (2009, 2013) és Remete Kriszta (2011, 2012) kapott kétszer is elismerést. A legjobb női főszereplő díját egyedül Eszenyi Enikőnek sikerült elhódítania kétszer (2001, 2013). A legjobb férfi főszereplésért egyedül Kovács Zsolt kapott kétszer is díjat. Öten kaptak díjat különböző években a legjobb női főszerepért és legjobb női mellékszerepért: Kováts Adél, Schell Judit, Csomós Mari, Börcsök Enikő és Für Anikó. Ezen felül még négy művész szerzett több mint egy évben díjat: Bagossy László (legjobb előadás – 2003, legjobb rendező – 2010), Hámori Gabriella (legjobb 30 év alatti női – 2005, legjobb női mellékszereplő – 2010), Bodó Viktor (legjobb előadás és legjobb rendező – 2005), Ötvös András (legjobb férfi mellékszereplő – 2008 (megosztva Juskó Bálinttal és Zrínyi Gál Vincével), 2010), Tenki Réka (Legjobb 30 év alatti női – 2009, 2013 (megosztva)), Pál András (legjobb férfi mellékszereplő – 2009, legjobb 30 év alatti férfi – 2012), valamint Lovas Rozi (Legjobb 30 év alatti női – 2013 (megosztva), 2014).
A díjazottak emléktárgyai Fürtös György Munkácsy-díjas keramikus alkotásai, 2004 óta a Zsolnay Porcelánmanufaktúra Zrt. felajánlásában.
A legtöbbször díjazott színház a Katona József Színház, amely eddig (2019) összesen 38 díjat tudhat a magáénak, a második helyen az Örkény István Színház áll 29 díjjal, a harmadik a Radnóti Színház 17 díjjal,ezt követi fej-fej mellett a Csiky Gergely Színház és a Nemzeti Színház 15 díjjal.
| A szakmai zsűri díjai                                               | A szakmai zsűri díjai                                                                          | A szakmai zsűri díjai |
| Díj                                                                 | 2019                                                                                           | 2020                  |
| ------------------------------------------------------------------- | ---------------------------------------------------------------------------------------------- | --------------------- |
| Legjobb előadás                                                     | Woyzeck (Rendezőː ifj. Vidnyánszky Attila, Nemzeti Színház, Budapest)                          |                       |
| Legjobb rendezés                                                    | Sebestyén Aba (10, Radnóti Színház, Budapest)                                                  |                       |
| Legjobb női főszereplő                                              | Szirtes Ági (Rozsdatemető 2.0, Katona József Színház)                                          |                       |
| Legjobb férfi főszereplő                                            | Horváth Lajos Ottó és Trill Zsolt (Caligula helytartója, Nemzeti Színház és Gyulai Várszínház) |                       |
| Legjobb női mellékszereplő                                          | Csákányi Eszter (Secondhand, Örkény Színház)                                                   |                       |
| Legjobb férfi mellékszereplő                                        | Erdei Gábor (Egy zabigyerek kék háttér előtt történetet mesél, Tamási Áron Színház)            |                       |
| Legjobb 30 év alatti színésznő                                      | Mészáros Blanka (Jeanne d'Arc, Katona József Színház)                                          |                       |
| Legjobb 30 év alatti színész                                        | Ifj. Vidnyánszky Attila (A diktátor, Vígszínház)                                               |                       |
| Legjobb társulati összjáték                                         |                                                                                                |                       |
| Legjobb zene                                                        | Cári Tibor (10, Radnóti Színház)                                                               |                       |
| Legjobb színpadi mozgás és térhasználat                             | Bóbis László (A diktátor, Vígszínház)                                                          |                       |
| Legjobb koreográfia                                                 |                                                                                                |                       |
| Legjobb írói és dramaturgi munka                                    | Gábor Sára (Secondhand, Örkény Színház)                                                        |                       |
| Legjobb jelmez                                                      | Giliga Ilka (Idióta, Csokonai Színház)                                                         |                       |
| Legjobb díszlet                                                     | Cziegler Balázs (Rozsdatemető 2.0, Katona József Színház)                                      |                       |
| Legjobb fényterv                                                    | Csontos Balázs (A diktátor, Vígszínház)                                                        |                       |
| A közönség zsűri díja                                               |                                                                                                |                       |
| Díj                                                                 | 2019                                                                                           | 2020                  |
| A közönség zsűri díja                                               | Radnóti Színház                                                                                |                       |
| A Színházi Dolgozók Szakszervezete díja                             |                                                                                                |                       |
| Díj                                                                 | 2019                                                                                           | 2020                  |
| Básti Lajos-díj                                                     | Mészáros Béla (Katona József Színház) és Fazakas Júlia (József Attila Színház)                 |                       |
| A Magyar Művészeti Akadémia Színházművészeti Tagozata díja          |                                                                                                |                       |
| Díj                                                                 | 2019                                                                                           | 2020                  |
| alkotói díj!! !!                                                    |                                                                                                |                       |
| A MASZK Országos Színészegyesület és a Mozaik Művészegyesület díjai |                                                                                                |                       |
| Díj                                                                 | 2019                                                                                           | 2020                  |
| A legjobb férfi alakításért                                         | Kiss Gergely Máté (Idióta, Csokonai Színház)                                                   |                       |
| A legjobb női alakításért                                           | Sodró Eliza (10, Radnóti Színház)                                                              |                       |
| A Színházi Dramaturgok Céhének díja az az évi Nyílt Fórumon         |                                                                                                |                       |
| Díj                                                                 | 2019                                                                                           | 2020                  |
| Vilmos-díj                                                          | Oláh-Horváth Sára (Életigen)                                                                   |                       |

| A szakmai zsűri díjai                                               | A szakmai zsűri díjai                                                                       | A szakmai zsűri díjai                                                                                              |
| Díj                                                                 | 2017                                                                                        | 2018 |
| ------------------------------------------------------------------- | ------------------------------------------------------------------------------------------- | --- |
| Legjobb előadás                                                     | Mesél a bécsi erdő (Rendező: Bagossy László, Örkény Színház, Budapest)                      | Rosmersholm (Kolozsvári Állami Magyar Színház)                                                                     |
| Legjobb rendezés                                                    | Székely Kriszta (Nóra – karácsony Helmeréknél, Katona József Színház, Budapest)             | Székely Kriszta (A kaukázusi krétakör, Katona József Színház, Budapest)                                            |
| Legjobb női főszereplő                                              | Ónodi Eszter (Nóra – karácsony Helmeréknél, Katona József Színház, Budapest)                | Imre Éva (Rosmersholm, Kolozsvári Állami Magyar Színház)                                                           |
| Legjobb férfi főszereplő                                            | Trill Zsolt (III. Richárd, a Gyulai Várszínház és a Nemzeti Színház közös produkciója)      | Kocsis Gergely (A kaukázusi krétakör, Katona József Színház, Budapest)                                             |
| Legjobb női mellékszereplő                                          | Für Anikó (Mesél a bécsi erdő, Örkény Színház, Budapest)                                    | Kováts Adél (III. Richárd, Radnóti Színház, Budapest)                                                              |
| Legjobb férfi mellékszereplő                                        | Nagy Viktor (Apátlanul (Platonov), Katona József Színház, Kecskemét)                        | Szemenyei János (Csárdáskirálynő, Katona József Színház, Kecskemét)                                                |
| Legjobb 30 év alatti színésznő                                      | Sodró Eliza (A falu rossza, Weöres Sándor Színház, Szombathely)                             | Szakács Hajnalka (Három nővér, Csokonai Színház, Debrecen)                                                         |
| Legjobb 30 év alatti színész                                        | Gyöngyösi Zoltán (III. Richárd, a Gyulai Várszínház és a Nemzeti Színház közös produkciója) | |
| Legjobb társulati összjáték                                         |                                                                                             | Borisz Davidovics síremléke (Újvidéki Színház, Újvidék)                                                            |
| Legjobb zene                                                        | Kákonyi Árpád (Mesél a bécsi erdő, Örkény Színház, Budapest)                                | Marian Necak (Borisz Davidovics síremléke, Újvidéki Színház, Újvidék)                                              |
| Legjobb színpadi mozgás és térhasználat                             |                                                                                             | Három nővér (Csokonai Színház, Debrecen)                                                                           |
| Legjobb koreográfia                                                 | Bodor Johanna (A chicagói hercegnő, Budapesti Operettszínház, Budapest)                     | |
| Legjobb írói és dramaturgi munka                                    | Wéber Kata és Boronkay Soma (Látszatélet, Proton Színház, Trafó)                            | Kozma András (Három nővér, Csokonai Színház, Debrecen)                                                             |
| Legjobb jelmez                                                      | Ignjatovic Kristina (Mesél a bécsi erdő, Örkény Színház, Budapest)                          | Nagy Fruzsina (A kaukázusi krétakör, Katona József Színház, Budapest ill. III. Richárd, Radnóti Színház, Budapest) |
| Legjobb díszlet                                                     | Ágh Márton (Látszatélet, Proton Színház, Trafó)                                             | Andry Zholdak és Daniel Zholdak (Rosmersholm, Kolozsvári Állami Magyar Színház)                                    |
| Legjobb fényterv                                                    | Yuri Kordonsky (A mélyben, Kolozsvári Állami Magyar Színház, Kolozsvár)                     | Baumgartner Sándor (III. Richárd, Radnóti Színház, Budapest)                                                       |
| A közönség zsűri díja                                               |                                                                                             | |
| Dí                                                                  | 2017                                                                                        | 2018 |
| A közönség zsűri díja                                               | Kocsis Pál (Apátlanul (Platonov), Katona József Színház, Kecskemét)                         | |
| A Színházi Dolgozók Szakszervezete díja                             |                                                                                             | |
| Díj                                                                 | 2017                                                                                        | 2018 |
| Básti Lajos-díj                                                     | Harsányi Attila (Kivilágos kivirradtig, Miskolci Nemzeti Színház, Miskolc)                  | Rózsa Krisztián (A kaukázusi krétakör, Miskolci Nemzeti Színház)                                                   |
| A Magyar Művészeti Akadémia Színházművészeti Tagozata díja          |                                                                                             | |
| Díj                                                                 | 2017                                                                                        | 2018 |
| alkotói díj                                                         | Szerémi Zoltán (A falu rossza, Weöres Sándor Színház, Szombathely)                          | |
| A MASZK Országos Színészegyesület és a Mozaik Művészegyesület díjai |                                                                                             | |
| Díj                                                                 | 2017                                                                                        | 2018 |
| A legjobb férfi alakításért                                         | Kocsis Pál (Apátlanul (Platonov), Katona József Színház, Kecskemét)                         | Horváth László Attila (Illatszertár, Móricz Zsigmond Színház, Nyíregyháza)                                         |
| A legjobb női alakításért                                           | Kováts Adél (Futótűz, Radnóti Színház, Budapest)                                            | Pálmai Anna (A kaukázusi krétakör, Katona József Színház, Budapest)                                                |
| A Színházi Dramaturgok Céhének díja az az évi Nyílt Fórumon         |                                                                                             | |
| Díj                                                                 | 2017                                                                                        | 2018 |
| Vilmos-díj                                                          | Znajkay Zsófia: Rendezői változat                                                           | Oláh-Horváth Sára: Lenni vagy nem                                                                                  |

| Díj                                                                                            | 2015 | 2016                                                                                   |
| ---------------------------------------------------------------------------------------------- | --- | -------------------------------------------------------------------------------------- |
| Legjobb előadás                                                                                | Isten ostora (Rendező: Vidnyánszky Attila, Nemzeti Színház, Budapest)                                                                                       | Macska a forró bádogtetőn (Rendező: Zsótér Sándor, Katona József Színház, Kecskemét)   |
| Legjobb rendezés                                                                               | Vidnyánszky Attila (Isten ostora, Nemzeti Színház, Budapest)                                                                                                | Horváth Csaba (A te országod, Forte Társulat/Trafó)                                    |
| Legjobb női főszereplő                                                                         | Krizsán Szilvia (Bánk bán, Újvidéki Színház) | Trokán Nóra (Macska a forró bádogtetőn, kecskeméti Katona József Színház)              |
| Legjobb férfi főszereplő                                                                       | Pálffy Tibor (Meggyeskert, Tamási Áron Színház, Sepsiszentgyörgy)                                                                                           | László Zsolt (Lear király, Radnóti Miklós Színház, Budapest)                           |
| Legjobb női mellékszereplő                                                                     | Csonka Ibolya (Szigorúan ellenőrzött vonatok, Csiky Gergely Színház, Kaposvár)                                                                              | Danis Lídia (Tartuffe, Jászai Mari Színház, Tatabánya)                                 |
| Legjobb férfi mellékszereplő                                                                   | Kelemen József (Szigorúan ellenőrzött vonatok, Csiky Gergely Színház, Kaposvár) és Szalma Tamás (A Mester és Margarita, Csokonai Nemzeti Színház, Debrecen) | Tasnádi Bence (Az olaszliszkai, Katona József Színház, Budapest)                       |
| Legjobb látvány                                                                                | Olekszandr Bilozub (Isten ostora, Nemzeti Színház, Budapest)                                                                                                | Menczel Róbert (Lear király, Radnóti Miklós Színház, Budapest)                         |
| Legjobb zene és hangzásvilág                                                                   | Rozs Tamás (Szigorúan ellenőrzött vonatok, Csiky Gergely Színház, Kaposvár)                                                                                 |                                                                                        |
| Különdíj                                                                                       | Wilhelm-dalok (Jel Színház, Magyarkanizsa) | A Liliomfi előadás teátristái (Budaörsi Latinovits Színház)                            |
| Legjobb jelmez                                                                                 | nem hirdettek | Adriana Grand – Vízkereszt, vagy amire vágytok (Tamási Áron Színház, Sepsiszentgyörgy) |
| Legjobb színpadi szöveg                                                                        | nem hirdettek | Szikszai Rémusz (Tartuffe, Jászai Mari Színház, Tatabánya)                             |
| A színész zsűri díjai                                                                          | |                                                                                        |
| Díj                                                                                            | 2015 | 2016                                                                                   |
| Legjobb férfialakítás                                                                          | Horváth Lajos Ottó (Isten ostora, Nemzeti Színház, Budapest)                                                                                                | Szatory Dávid (Lear király, Radnóti Miklós Színház, Budapest)                          |
| Legjobb női alakítás                                                                           | Gubik Petra (Koldusopera, Jókai Színház, Békéscsaba) | Csombor Teréz (Macska a forró bádogtetőn, kecskeméti Katona József Színház)            |
| Legjobb 30 év alatti színésznő                                                                 | Benedek Ágnes (Meggyeskert, Tamási Áron Színház, Sepsiszentgyörgy)                                                                                          | -                                                                                      |
| Legjobb 30 év alatti színész                                                                   | Kónya-Ütő Bence (Meggyeskert, Tamási Áron Színház, Sepsiszentgyörgy)                                                                                        | -                                                                                      |
| A közönség zsűri díja                                                                          | |                                                                                        |
| Díj                                                                                            | 2015 | 2016                                                                                   |
| A közönség zsűri díja                                                                          | Meggyeskert (Tamási Áron Színház, Sepsiszentgyörgy) | Piszkavas (Pécsi Harmadik Színház, Pécs)                                               |
| A Színházi Dolgozók Szakszervezete díja                                                        | |                                                                                        |
| Díj                                                                                            | 2015 | 2016                                                                                   |
| A Színházi Dolgozók Szakszervezete díja (Básti Lajos-díj)                                      | Bajomi Nagy György (Vitéz Mihály, Weöres Sándor Színház, Szombathely)                                                                                       | Horváth László Attila (Túl zajos magány, Móricz Zsigmond Színház, Nyíregyháza)         |
| A Magyar Művészeti Akadémia Színházművészeti Tagozata díja                                     | |                                                                                        |
| Díj                                                                                            | 2015 | 2016                                                                                   |
| alkotói díj                                                                                    | Fehér László (Szigorúan ellenőrzött vonatok, Csiky Gergely Színház, Kaposvár)                                                                               | Füsti Molnár Éva (Piszkavas, Pécsi Harmadik Színház, Pécs)                             |
| A Fidelio díja                                                                                 | |                                                                                        |
| Díj                                                                                            | 2015 | 2016                                                                                   |
| különdíj a 30 év alatti olyan művészeknek, akik részt vehetnek a Fidelio Fortissimo Programban | először 2016-ban osztották | A Liliomfi előadás teátristái (Budaörsi Latinovits Színház)                            |

| Díj                          | 2013                                                                        | 2014 |
| ---------------------------- | --------------------------------------------------------------------------- | --- |
| Legjobb 30 év alatti női     | Lovas Rozi és Tenki Réka                                                    | Lovas Rozi (Bródy Sándor: A tanítónő – Miskolci Nemzeti Színház)                                                                                                |
| Legjobb 30 év alatti férfi   | nem hirdettek                                                               | Molnár Áron (Sütő András: Az álomkommandó – Vígszínház) |
| Legjobb színházi zene        | nem hirdettek                                                               | Kovács Márton (Örkény István Színház – A képzelt beteg és Katona József Színház – Fényevők)                                                                     |
| Legjobb dramaturg            | nem hirdettek                                                               | Mohácsi István és Mohácsi János (Örkény István Színház – A képzelt beteg)                                                                                       |
| Legjobb jelmez               | Nagy Fruzsina                                                               | Marina Sremac (Opera ultima) |
| Legjobb díszlet              | Ágh Márton                                                                  | Fodor Viola (Mohácsi testvérek: A képzelt beteg, Örkény István Színház)                                                                                         |
| Legjobb női mellékszereplő   | Nagy Dorottya                                                               | Jordán Adél (Fényevők, Katona József Színház) |
| Legjobb férfi mellékszereplő | Bányai Kelemen Barna                                                        | Kaszás Gergő (I. Erzsébet, Vádli Alkalmi Színházi Társulás – Szkéné Színház)                                                                                    |
| Legjobb női főszereplő       | Eszenyi Enikő                                                               | Elor Emina (Opera ultima, Újvidéki Színház) |
| Legjobb férfi főszereplő     | Polgár Csaba                                                                | Fodor Tamás (Paul Foster: I. Erzsébet, Vádli Alkalmi Színházi Társulás – Szkéné Színház)                                                                        |
| Legjobb rendezés             | Mundruczó Kornél (Proton Színház – Trafó Kortárs Művészetek Háza, Budapest) | Ascher Tamás (Fényevők – Katona József Színház, Budapest) |
| Legjobb előadás              | Vígszínház: Bertolt Brecht: Jóembert keresünk (Michal Dočekal)              | Újvidéki Színház: Pierre-Augustin Caron de Beaumarchais (Beaumarchais Sevillai borbély és Figaro házassága című művei alapján): Opera ultima (Kokan Mladenović) |
| Különdíj                     | nem hirdettek                                                               | Alkésztisz (Marosvásárhelyi Nemzeti Színház, Tompa Miklós Társulat)                                                                                             |
| Legjobb női alakítás         | nem hirdettek                                                               | Hay Anna (A hosszabbik út – Kerekasztal Színház) |
| Legjobb férfi alakítás       | nem hirdettek                                                               | Balázs Áron (Opera ultima – Újvidéki Színház) |

| Díj                          | 2010                                                                             | 2011                                                                  | 2012                                                                                        |
| ---------------------------- | -------------------------------------------------------------------------------- | --------------------------------------------------------------------- | ------------------------------------------------------------------------------------------- |
| Legjobb 30 év alatti női     | Béres Márta és Erdély Andrea                                                     | Radnay Csilla                                                         | Pálmai Anna                                                                                 |
| Legjobb 30 év alatti férfi   | Ötvös András                                                                     | Szabó Kimmel Tamás                                                    | Pál András                                                                                  |
| Legjobb jelmez               | Ignjatovic Kristina                                                              | Remete Kriszta                                                        | Remete Kriszta                                                                              |
| Legjobb díszlet              | Ambrus Mária                                                                     | Mesés férfiak szárnyakkal                                             | Helmut Stürmer                                                                              |
| Legjobb női mellékszereplő   | Hámori Gabriella                                                                 | Enyedi Éva                                                            | Csonka Szilvia                                                                              |
| Legjobb férfi mellékszereplő | Urbán Tibor                                                                      | Hevér Gábor                                                           | Mészáros Tibor                                                                              |
| Legjobb női főszereplő       | Kerekes Éva                                                                      | Szamosi Zsófia                                                        | Kováts Adél                                                                                 |
| Legjobb férfi főszereplő     | Kovács Zsolt                                                                     | Mucsi Zoltán                                                          | Kuna Károly                                                                                 |
| Legjobb rendezés             | Bagossy László                                                                   | Mohácsi János (Pécsi Nemzeti Színház)                                 | Mohácsi János – William Shakespeare: Szentivánéji álom (Weöres Sándor Színház, Szombathely) |
| Legjobb előadás              | Csokonai Nemzeti Színház: Szergej Medvegyev: Fodrásznő, rendező: Viktor Rizsakov | Nemzeti Színház: Vadászjelenetek Alsó-Bajorországból (Alföldi Róbert) | Marosvásárhelyi Nemzeti Színház: Székely Csaba: Bányavirág, rendező: Sebestyén Aba          |

| Díj                          | 2007                   | 2008                                               | 2009                               |
| ---------------------------- | ---------------------- | -------------------------------------------------- | ---------------------------------- |
| Legjobb 30 év alatti női     | Danis Lídia            | Jelinek Erzsébet, Lass Bea                         | Tenki Réka                         |
| Legjobb 30 év alatti férfi   | Schruff Milán          | Ötvös András, Jaskó Bálint és Zrínyi Gál Vince     | Pálfi Ervin                        |
| Legjobb jelmez               | Izsák Lili             | nem ítélt a zsűri                                  | Nagy Fruzsina                      |
| Legjobb díszlet              | Khell Csörsz           | Bagossy Levente                                    | Khell Zsolt                        |
| Legjobb női mellékszereplő   | Fullajtár Andrea       | Vasvári Emese                                      | Börcsök Enikő                      |
| Legjobb férfi mellékszereplő | Debreczeny Csaba       | Pálffy Tibor                                       | Pál András                         |
| Legjobb női főszereplő       | Für Anikó              | Monori Lili                                        | Herczeg Adrienn                    |
| Legjobb férfi főszereplő     | Kamarás Iván           | Pintér Béla                                        | Gyabronka József                   |
| Legjobb rendezés             | Zsámbéki Gábor         | Zsótér Sándor                                      | Ascher Tamás                       |
| Legjobb előadás              | Tasnádi István: Finito | Mundruczó Kornél és Bíró Yvette: Frankenstein-terv | Pécsi Nemzeti Színház: Istenítélet |

| Díj                          | 2004                                        | 2005                                           | 2006                                            |
| ---------------------------- | ------------------------------------------- | ---------------------------------------------- | ----------------------------------------------- |
| Legjobb 30 év alatti női     | Láng Annamária                              | Hámori Gabriella                               | Kézdi Imola                                     |
| Legjobb 30 év alatti férfi   | Kiss Ernő                                   | Keresztes Tamás                                | Hajduk Károly                                   |
| Legjobb jelmez               | Benedek Mari                                | Iuliana Vilsan                                 | Helmut Stürmer                                  |
| Legjobb díszlet              | Khell Zsolt                                 | Bagossy Levente                                | Helmut Stürmer                                  |
| Legjobb női mellékszereplő   | Varga Gabriella                             | Balogh Erika                                   | Für Anikó                                       |
| Legjobb férfi mellékszereplő | Tilo Werner                                 | Máté Gábor                                     | Gyuricza István                                 |
| Legjobb női főszereplő       | Básti Juli                                  | Börcsök Enikő                                  | Györgyi Anna                                    |
| Legjobb férfi főszereplő     | Kovács Zsolt                                | Szervét Tibor                                  | Bogdán Zsolt                                    |
| Legjobb rendezés             | Zsótér Sándor, Brecht: A kaukázusi krétakör | Bodó Viktor, Vinnai – Bodó: Ledarálnakeltűntem | Mohácsi János – Michael Frayn: Veszett fejsze   |
| Legjobb előadás              | Schilling Árpád (Csehov: Sirály)            | Vinnai – Bodó: Ledarálnakeltűntem              | Anyám orra – Pintér Béla és Társulata, Budapest |

| Díj                          | 2001                                     | 2002                                                    | 2003                                          |
| ---------------------------- | ---------------------------------------- | ------------------------------------------------------- | --------------------------------------------- |
| Legjobb 30 év alatti női     | Horváth Lili                             | Schell Judit                                            | Széles Zita                                   |
| Legjobb 30 év alatti férfi   | Nagy Zsolt                               | Nagy Ervin                                              | Gula Péter                                    |
| Legjobb zene                 | Horgas Ádám                              | nem hirdettek                                           | nem hirdettek                                 |
| Legjobb jelmez               | Csík György                              | Szakács Györgyi                                         | Füzér Anni                                    |
| Legjobb díszlet              | Horgas Péter                             | Khell Csörsz                                            | Ambrus Mária                                  |
| Legjobb női mellékszereplő   | Kováts Adél                              | Csomós Mari és Schell Judit                             | Karna Margit                                  |
| Legjobb férfi mellékszereplő | Anger Zsolt                              | Miske László és Kóti Árpád                              | Haumann Péter                                 |
| Legjobb női főszereplő       | Eszenyi Enikő                            | Törőcsik Mari                                           | Csomós Mari                                   |
| Legjobb férfi főszereplő     | Bubik István                             | Bertók Lajos és László Zsolt                            | Fekete Ernő                                   |
| Legjobb rendezés             | Szikora János                            | Gothár Péter                                            | Zsótér Sándor, Hans Henny Jahnn: Medea        |
| Legjobb előadás              | „Megbombáztuk Kaposvárt” (Mohácsi János) | Bűn és bűnhődés a rácsok mögött, rendező: Sopsits Árpád | Urs Widmer: Top Dogs, Rendező: Bagossy László |

## Helyszínek
| - A Ciszterci Rend Nagy Lajos Gimnáziuma - Apolló Artmozi - Apolló Mozi – Trafik étterem - Baranya Megyei Kulturális Központ - Székesegyház - Belvárosi templom - Bóbita Bábszínház - Civil Közösségek Háza - Dante Café | - Fregatt Arizona Étterem - Hattyúház - Ifjúsági Ház - Janus Egyetemi Színház - Jókai tér - Közelítés Galéria - Labor - Laterum Hotel - Lauber Dezső Sportcsarnok - Leőwey Klára Gimnázium | - Művészetek Háza - Sétatér - Pécsi Galéria - Pécsi Harmadik Színház - Pécsi Horvát Színház - Pécsi Kulturális Központ (Dominikánus Ház) - Pécsi Nemzeti Színház - PNSZ Kamaraszínház, előcsarnok | - Pécsi Tudományegyetem, PTE BTK - Schaár Erzsébet: Utca - Széchenyi tér - Széchenyi téri Könyvszínpad - Színház tér - Tettyei Szabadtéri Színpad - Uránia Mozi - Zsinagóga |